# Academicismo

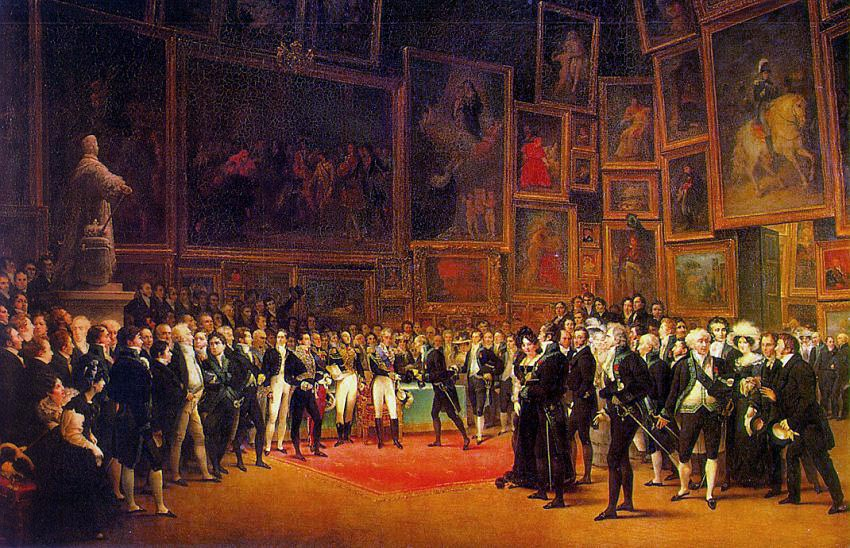
François-Joseph Heim: Carlos X distribuindo os prêmios no Salão de 1824, 1827

Academicismo ou academismo designa, originalmente, o método de ensino artístico profissionalizante concebido, formalizado e ministrado pelas academias de arte europeias. Este método estendeu sua influência sobre todo o mundo ocidental ao longo de vários séculos, desde sua origem na Itália em meados do século XVI, e teve um impacto em várias sociedades não-ocidentais por conta das conquistas do colonialismo. No entanto, os termos não têm uma aplicação consistente entre a crítica especializada, e às vezes ele foi ampliado, e às vezes limitado ou transposto para outras áreas. Para alguns eles se referem à versão do método consolidada na Academia Real de Pintura e Escultura da França, fundada em Paris em 1648 por um grupo de pintores liderados por Charles Le Brun, que impôs uma pedagogia fortemente sistemática, hierarquizada e ortodoxa. O sucesso da proposta francesa a tornou o modelo para a fundação de inúmeras outras escolas de arte de nível superior em vários países, de grande importância para a evolução das correntes barroca, neoclássica e parte da romântica. Outros escritores preferem empregá-los para descrever um estilo particular, nascido nos círculos das academias ou por sua influência, também denominado arte acadêmica ou estilo acadêmico. Finalmente, para muitos autores, se referem especialmente à arte produzida no âmbito das academias que funcionaram no século XIX. Apesar de serem termos aplicáveis com toda a propriedade a qualquer das artes, a grande maioria dos pesquisadores tem voltado sua atenção principalmente aos efeitos do modelo acadêmico sobre as artes visuais, e dentre elas, a pintura.
As academias nasceram para suplantar o sistema corporativo e artesanal das guildas medievais de artistas, e tinham como pressuposto básico a ideia de que a arte pode ser ensinada através da sua sistematização em um corpo de teoria e prática integralmente comunicável, minimizando a importância da criatividade como uma contribuição toda original e individual. Valorizavam antes a emulação de mestres consagrados, venerando a tradição clássica, e adotavam conceitos formulados coletivamente que possuíam, além de um caráter estético, também uma origem e propósito éticos. As academias foram importantes para a elevação do status profissional dos artistas, afastando-os dos artesãos e aproximando-os dos intelectuais. Também tiveram um papel fundamental na organização de todo o sistema de arte enquanto funcionaram, pois além do ensino monopolizaram a ideologia cultural, o gosto, a crítica, o mercado e as vias de exibição e difusão da produção artística, e estimularam a formação de coleções didáticas que acabaram por ser a origem de muitos museus de arte. Essa vasta influência se deveu principalmente à sua estreita associação com o poder constituído dos Estados, sendo via de regra veículos para a divulgação e consagração de ideários não apenas artísticos, mas também políticos e sociais. Por isso, desde sua origem, de parte de grupos de artistas que permaneciam à margem dos reduzidos círculos acadêmicos, foram cercadas de protesto e controvérsia a respeito do que seria uma arte oficial, e suas regulamentações restritivas e universalistas são consideradas um reflexo do absolutismo.
A partir de fins do século XVIII, acentuando-se em meados do século XIX, o sistema acadêmico tradicional, que até então fora um dos principais promotores das vanguardas e o árbitro de toda a arte, perdeu parte da conexão vital com seu contexto e começou a ser atacado vigorosamente pelos praticantes do realismo e do impressionismo, que o acusaram de ser dogmático, conservador e contrário à expressão da individualidade, entrando o sistema em declínio. No início do século XX o antigo método acadêmico entrou em colapso com a ascensão do modernismo, que combateu todas as formas de tradição artística e privilegiou a intuição, a independência criativa e a expressão pessoal liberta de regras apriorísticas. Entretanto, mesmo através do modernismo, diversos princípios do antigo academicismo enquanto método de ensino sobreviveram em iniciativas como a da Bauhaus e outras escolas de arte, e como elemento estilístico pode ser detectado até mesmo em produções paradigmáticas da modernidade, como na intelectualização formalista do cubismo e no uso de símbolos e alegorias pelos surrealistas. Ainda que profundamente reformado, parte do ideal acadêmico primitivo em tempos recentes voltou a ser considerado válido e reingressou no currículo das escolas de arte das universidades e outras instituições de ensino superior, após o reconhecimento de duas necessidades: a de o artista ter um preparo intelectual sólido para poder criar e interagir no mundo da arte contemporânea, e a de se formular alguns critérios valorativos de uso comum. A arte acadêmica mais antiga conseguiu sobreviver ao modernismo como um monumento de eras passadas, mas a produzida na segunda metade do século XIX, a da geração que conviveu com os precursores modernistas, somente em torno da década de 1970 iniciou a ser recuperada pela crítica. Atualmente os seus produtos já são exibidos em vários museus em pé de igualdade com os de escolas mais prestigiadas e seus preços de mercado se elevam, mas o termo "academicismo" ficou impregnado com uma conotação pejorativa e ainda é usado na linguagem corrente para indicar tendências retrógradas, retóricas, artificiais, tecnicistas, ortodoxas, tradicionalistas ou conservadoras.

## Etimologia

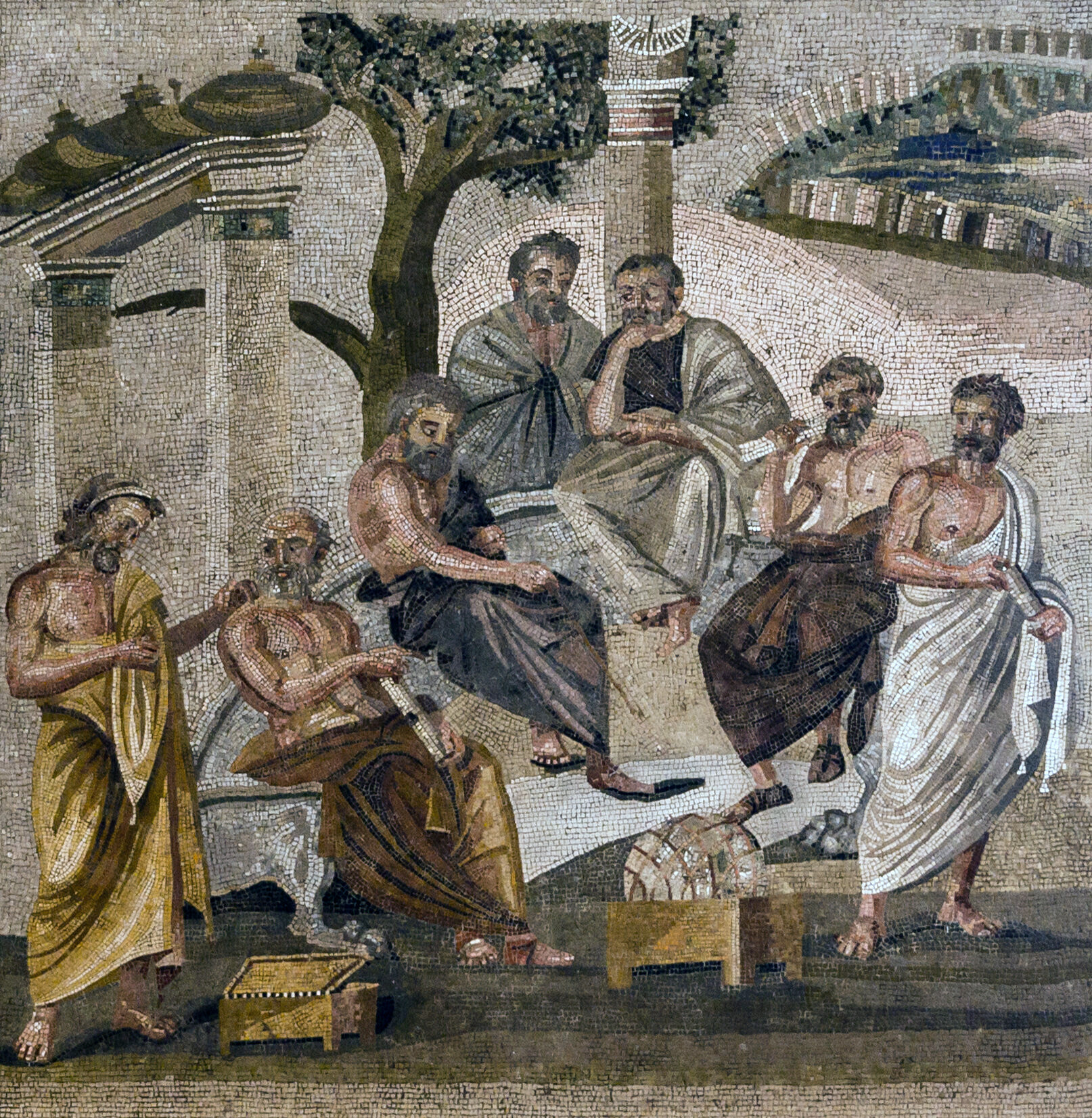
Mosaico de Pompeia mostrando a Academia de Platão, século I

A palavra "academia" remonta à Grécia Antiga (em grego: Ακαδήμεια, Akadimeia), denominando um bosque sagrado de oliveiras localizado na periferia de Atenas, dedicado à deusa Atena. Seu nome arcaico era Hekademia (Ἑκαδήμεια), mas no período clássico fora transformado para Akadimeia, por associação com o herói mítico Akademos, que possuíra o sítio. O santuário era especialmente venerado e protegido, e produzia o óleo de oliva que era distribuído como prêmio nos Jogos Panatenaicos. Neste local Platão fundou a sua escola de filosofia, que foi conhecida como Academia Platônica. Dali o termo academia atravessou as eras e reapareceu em 1427, quando Poggio Bracciolini chamou sua villa de campo de "sua academia", possivelmente inspirado em Cícero, que assim chamara seu próprio retiro rural. Desde então o termo se tornou de uso corrente entre os humanistas italianos que estavam atualizando o platonismo. Na década de 1450 o grupo de intelectuais reunido em torno de Alamano Rinuccini se autointitulou Chorus Achademiae Florentinae. Na década seguinte, Pomponio Leto reuniu humanistas na Accademia Romana, e em torno de 1471 o cardeal Bessarion formou uma academia que levou seu nome. Mais importante, porém, foi a Accademia Platonica de Marsilio Ficino, organizada na década de 1470 e que contou com nomes como Angelo Poliziano, Cristoforo Landino e Pico della Mirandola. O nome academia se difundiu pela Europa e passou a designar tanto um local de reunião de intelectuais e artistas e de estudos clássicos, como o próprio grupo de estudiosos e também uma corrente filosófica. Mais tarde a palavra ampliou ainda mais sua abrangência, podendo ser aplicada como sinônimo de universidade, sala de concertos, teatro ou outra instituição ou grupo cultural, artístico ou científico. Enquanto que as primeiras academias renascentistas eram informais, no século XVI começaram a ser estruturadas com maior rigidez, ainda que com pouca clareza de propósitos. A primeira que estabeleceu estatutos foi a Accademia dei Rozzi, em Siena, em 1531. Seus nomes eram muitas vezes bizarros, como mostram as academias dos Acesos, dos Inflamados, dos Obscuros, dos Renovados, dos Adormecidos, dos Aflitos, dos Desejosos, dos Imaturos, dos Naufragados, e assim por diante. Seus membros recebiam igualmente nomes fantasiosos. Todas elas se envolviam em duas linhas gerais de atividade: as filológicas-filosóficas e as científicas, e as academias especificamente para o cultivo das artes nasceram um pouco mais tarde.

## Origens e fundamentos teóricos

### As primeiras academias de arte
O surgimento das academias de arte no século XVI se deveu à necessidade de se responder a novas demandas sociais. Vários Estados nacionais, que se dirigiam para o modelo absolutista, entenderam que era preciso criar uma arte que os identificasse especificamente e servisse como símbolo de unidade cívica, e também fosse capaz de consolidar simbolicamente o status de seus governantes. Neste processo a Igreja Católica, antes a maior força política e o maior aglutinante social da Europa, começou a perder parte de sua influência, com a consequência da maior laicização das sociedades. A arte sacra, ao longo da Idade Média de longe o maior campo de expressão artística, passou a conviver com uma arte profana em expansão, derivada de fontes literárias clássicas, que estavam experimentando um lento resgate desde o século XII e que na altura do Renascimento estavam erigidas na referência cultural mais prestigiada e em modelo de qualidade.

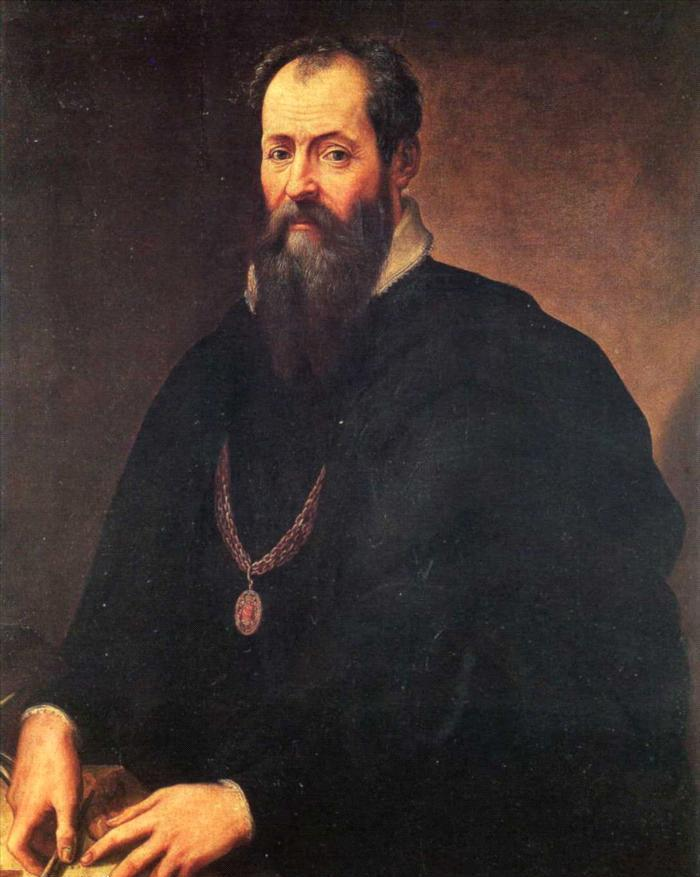
Auto-retrato de Giorgio Vasari.

Esta reemergência do classicismo exigiu que os artistas se tornassem mais cultos, a fim de transpor de maneira competente este referencial para as artes visuais. Paralelamente, o antigo sistema de produção artística, organizado pelas guildas - associações de classe de caráter artesanal, ligadas mais aos ofícios mecânicos do que à erudição intelectual - começou a ser visto como defasado e socialmente indigno, pois os artistas começaram a desejar uma equiparação ao intelectual versado nas artes liberais, uma vez que a própria arte passava a ser encarada não apenas como um labor técnico, como vinha sendo há séculos, mas principalmente como uma forma de aquisição e transmissão de conhecimento. Neste novo contexto, se passou a entender a pintura e a escultura como passíveis de teorização, assim como já eram teorizadas outras artes como a literatura e especialmente a poesia. Porém, se por um lado os artistas de fato ascenderam socialmente, por outro perderam a segurança da inserção no mercado que o sistema da guilda proporcionava, caindo na situação de ter de viver na expectativa incerta de uma proteção individual por algum mecenas, semelhante, como disse Pevsner, ao humanista que tinha de mendigar na corte dos poderosos, sendo esta a origem primeira da visão do artista como um boêmio, vivendo entre orgulho e miséria, que culminou no Romantismo. Durante os séculos seguintes, ser um artista equivaleu a escolher uma vida de aventura e insegurança econômica.
É possível que a primeira academia de arte tenha sido fundada por Leonardo da Vinci, recebendo o nome do fundador, um dos maiores artistas e teóricos da Alta Renascença. Contudo, a existência dessa academia é disputada, não havendo testemunhos documentais sólidos. Se existiu, pode ter sido também uma academia de ciências, dado o interesse de Leonardo nesse campo. A primeira academia de arte cujo funcionamento foi bem documentado nasceu em Florença, durante o período maneirista. Fundada em 13 de janeiro de 1563 pelo duque Cosmo I de Médici, por incentivo de Giorgio Vasari, a Accademia e Compagnia dell'Arte del Disegno foi a primeira escola de arte amparada pelo Estado a ser criada na Europa. Em sua origem a Compagnia agregava todos os artistas ativos em Florença, enquanto que um grupo seleto dos mais eminentes formava o corpo da Accademia, com a responsabilidade de superintender todas as atividades artísticas florentinas, incluindo o ensino, e salvaguardar as tradições culturais locais. Entre os membros fundadores estavam Michelangelo, Vasari, Bartolomeo Ammannati, Agnolo Bronzino e Francesco da Sangallo. A fama da Accademia se espalhou rápido, a ponto de em apenas cinco meses de fundada artistas importantes de Veneza, como Ticiano, Salviati, Tintoretto e Palladio, solicitarem admissão, e em 1567 o rei Filipe II da Espanha fazer-lhe uma consulta a respeito dos planos para o Escorial. Em Roma fundou-se a segunda escola oficial de arte, a Accademia de i Pittori e Scultori di Roma, mais conhecida como Accademia di San Luca, patrocinada pelo papado e dirigida por Federico Zuccari. Sua origem, contudo, remontava a uma guilda ativa desde 1478. A transformação foi gradual, sancionada por um decreto do papa Gregório XIII em 1577 através do estímulo do pintor Girolamo Muziano. A fundação efetiva se deu em 1593, mas seus estatutos foram aprovados somente em 1607. Mas ao contrário da academia florentina, que era mais um conselho de notáveis do que propriamente uma escola, a romana, conforme ficou claro em seus estatutos, centrou seu objetivo no ensino, atribuindo grande importância à frequência nas palestras teóricas, nos debates e nas aulas de desenho. Foram indicados de imediato doze acadêmicos como professores, estabelecendo uma série de medidas disciplinadoras dos estudos e instituindo o sistema de premiação aos alunos mais capazes.

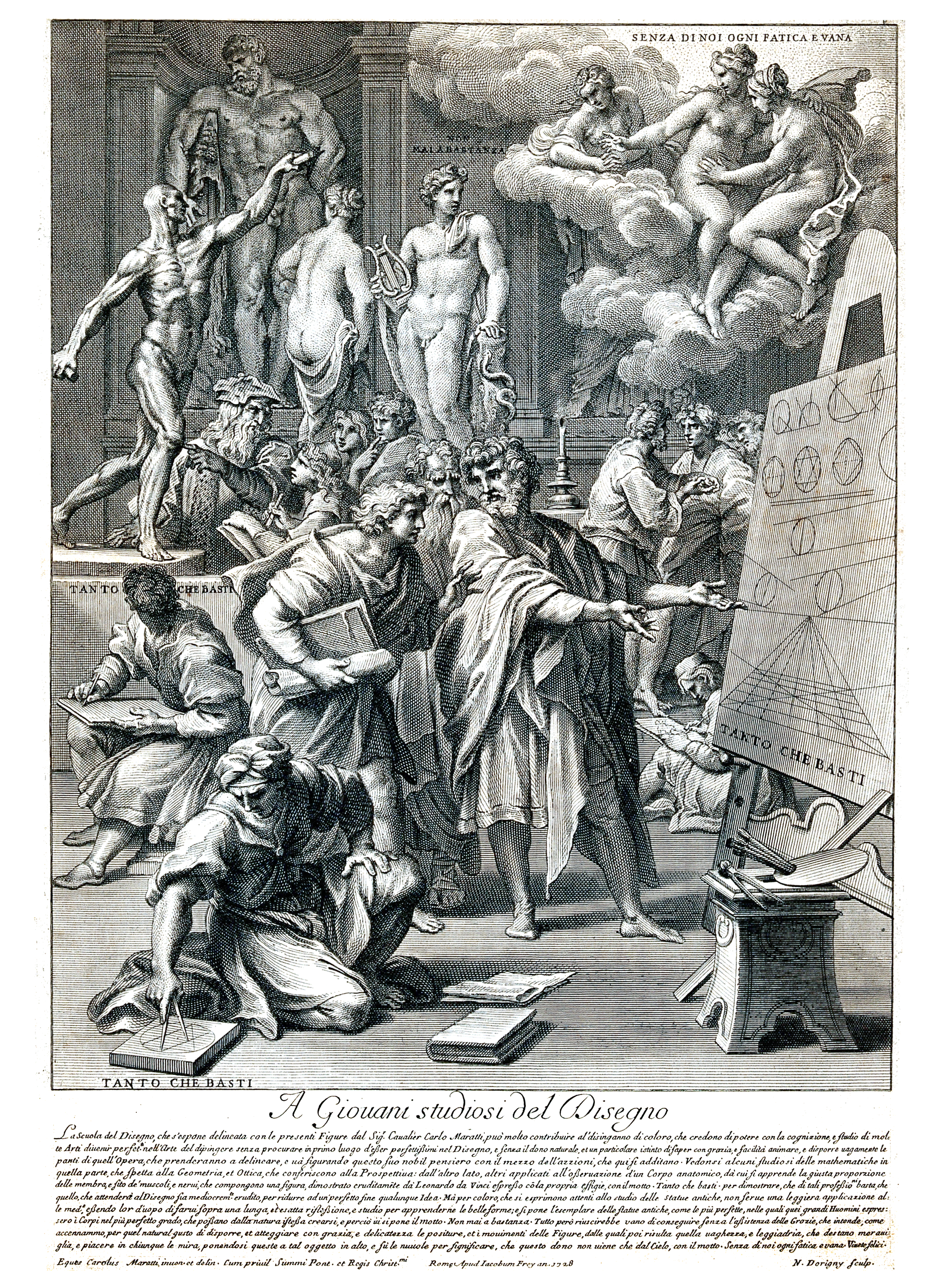
Carlo Maratti: A academia de desenho, uma alegoria do ensino acadêmico dedicada "aos jovens estudantes do desenho", c. 1704-1709. O mestre apresenta um quadro com figuras geométricas e o princípio da perspectiva, ao fundo se vê estatuária clássica servindo como modelo, alunos em torno copiam e discutem as obras-primas, tudo sob a proteção de divindades míticas

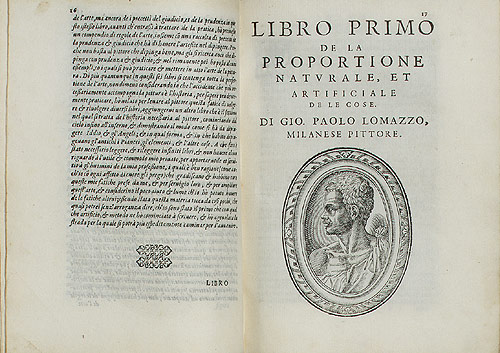
Giovanni Lomazzo: Trattato dell'arte della pittura, 1584

O desenho era considerado a base e a linguagem comum de todas as artes visuais, o meio mais imediato para a expressão material das ideias, e o instrumento pelo qual o intelecto extraía das várias coisas um princípio universal e, deste, um julgamento. Em italiano, disegno, desenho, tinha uma acepção mais vasta do que a simples grafia de uma imagem, significava todo o processo mental de concepção e elaboração de uma ideia ou conceito. Estando intimamente associado a processos cognitivos e intelectuais, a importância do disegno se estendeu à noção de que toda arte que pretendesse possuir importância deveria ser aprendida por meios intelectuais, e não somente através da prática direta, que passava a dar apenas a formação técnica, enquanto que todo o pano de fundo da arte era transferido para o mundo da teoria. Naturalmente, para um artista se tornar proficiente neste disegno, deveria receber um treinamento intelectual que jamais tivera na Idade Média, passando a aprender também geometria, perspectiva, anatomia, matemática e história. Leonardo da Vinci, um dos grandes artistas e teóricos do Renascimento, pôde enfim declarar que "toda a prática deve ser fundamentada em uma teoria sólida". Este processo de intelectualização do artista se completou ao longo do Renascimento através do discurso de Alberti, Rafael e do mesmo Leonardo, entre outros artistas-teóricos, e em sua fase final, o Maneirismo, o corpo conceitual avolumou-se.
Teóricos maneiristas como Vasari, Bellori, Lomazzo e Zuccari desenvolveram a concepção de que o disegno mental era uma expressão do Logos divino, no contexto da valorização renascentista do Homem como o centro do Universo, como árbitro da Natureza e como imagem da Divindade. Assim, o disegno deveria assumir a precedência na realização da obra, antes do que a imitação direta das formas naturais, consideradas imperfeitas e sujeitas às imprecisões da apreensão sensorial, com o que desde logo se entendia os sentidos físicos como instrumentos insuficientes e enganosos para a aquisição do verdadeiro conhecimento, só possível através do intelecto. Destarte, o artista deveria tomar da Natureza apenas o que pudesse corroborar o disegno mental. Imitar a Natureza se tornou então um conceito central para a arte, mas essa imitação era a imitação da ideia de Natureza, uma Natureza aperfeiçoada pela mente, despida de seus defeitos, idiossincrasias e particularidades, um princípio que tinha inspiração na teoria das ideias de Platão e Aristóteles e fora absorvido pela doutrina cristã, onde se acreditava que Deus havia criado o mundo e seus objetos e seres a partir de arquétipos ou formas ideais perfeitas. Nessa linha de pensamentos, o artista passava a ser um co-criador da Natureza através da arte, e assim a imitação adquiria o caráter de criação original, tendo buscado a sua inspiração na fonte primária das ideias e ultrapassando a obra da Natureza por mostrar o que ela pretendia mas não era capaz de realizar. Ao mesmo tempo, se reconhecia a existência de vários ideais, cada um expressando um tipo definido de caráter ou virtude, e se identificava Beleza com Perfeição. Entretanto, a interpretação de tais ideais desde logo variou conforme as escolas regionais de arte. Por exemplo, para os romanos, a Beleza ideal estava nas estátuas clássicas; os venezianos encontravam sua Beleza diretamente num belo modelo vivo; para os lombardos, a Beleza significava graça e charme, e os bolonheses a encontravam nos volumes e contornos. Ademais, era aceito pelos maneiristas que um artista competente possuía sua própria maneira - donde o nome do período - de expressar esses ideais, o que, junto com o reconhecimento da diversidade das escolas regionais, introduziu o conceito moderno de estilo e atesta que a teoria de arte acadêmica não foi um corpo conceitual tão rigidamente unificado como muitas vezes os preconceitos modernos querem fazer acreditar.
De qualquer modo, os corolários produzidos por esse corpo conceitual foram: primeiro, que da Natureza - incluindo o ser humano - só deveria ser representado na arte o que ela tinha de melhor e mais digno, e segundo, uma vez que provavelmente nenhuma mente individual seria capaz de conceber a Natureza em sua plenitude de perfeição, os exemplos de excelência da arte da Antiguidade deveriam ser tomados como instrumentos auxiliares do conhecimento para que a representação moderna atingisse a desejada qualidade. Com isso se originou um senso de respeito à tradição e à autoridade. Tais conceitos estavam ligados a princípios não somente artísticos, mas também éticos e hierárquicos. Para Robert Klein, o academicismo pode ser descrito como o postulado de que toda obra de arte é uma resposta aproximativa a uma tarefa que exige uma solução ideal, e para Pierre Bourdieu a criação do sistema acadêmico significou a formulação de uma teoria em que a arte era uma encarnação dos princípios da Beleza, da Verdade e do Bem. A ênfase no virtuosismo técnico e na referência ao antigo expressava uma correspondência com uma ordem social concebida em fundamentos morais, e serviu para deslocar parte do interesse principal do dizer algo para mostrar quão bem algo fora dito, apresentando o artista como um erudito e um humanista.
Não obstante o atrelamento da produção à tradição dos mestres consagrados, a noção de que o disegno do artista era partícipe da ideação divina permitiu que houvesse espaço para a invenção e a novidade. Na interpretação de Duro, essa dialética entre regras fixas e liberdade criativa possibilitou a criação de um sistema de arte auto-regulador, onde o produto seria julgado de acordo com sua correspondência com este sistema. Amparados nessa base teórica, os artistas acadêmicos se alçaram acima das guildas, ora vistas como anti-intelectuais e mecânicas, servindo as academias como instâncias de codificação e consagração do novo sistema. Entretanto, para Duro o descrédito das guildas pelos acadêmicos sob tais argumentos foi uma injustiça ultrajante, que revela tão-somente a disputa de poder e a tendência elitista que estava por trás de todo o processo de formação das academias, pois a análise desapaixonada da produção das guildas da época evidencia que era tão qualificada quanto a melhor arte acadêmica. Essa disputa de poder e o seu exclusivismo foram fatores que levaram o crescimento inicial das academias na Itália ser lento e incerto. A academia florentina chegou a ser temporariamente assimilada de volta às guildas em 1572, na reforma estatutária de 1585 sua estrutura praticamente em nada já se distinguia de uma guilda comum, e sua recuperação só teve lugar em meados do século XVII. E poucos anos depois de fundada, a academia romana já se encontrava semi-abandonada, enfrentava a oposição das guildas e tentava, sem sucesso significativo, uma reforma curricular. Sua recuperação também levou décadas para acontecer, e quando o fez, Paris já assumira a dianteira, inaugurando uma versão própria do sistema acadêmico que se revelaria de enorme importância futura. Entretanto, neste ínterim, algumas outras academias estatais eram fundadas pela Itália, como em Bolonha e Milão, e também surgiam algumas privadas em Bolonha, Roma e Gênova, entre outras.

### Estabilização: a academia francesa e as artes visuais

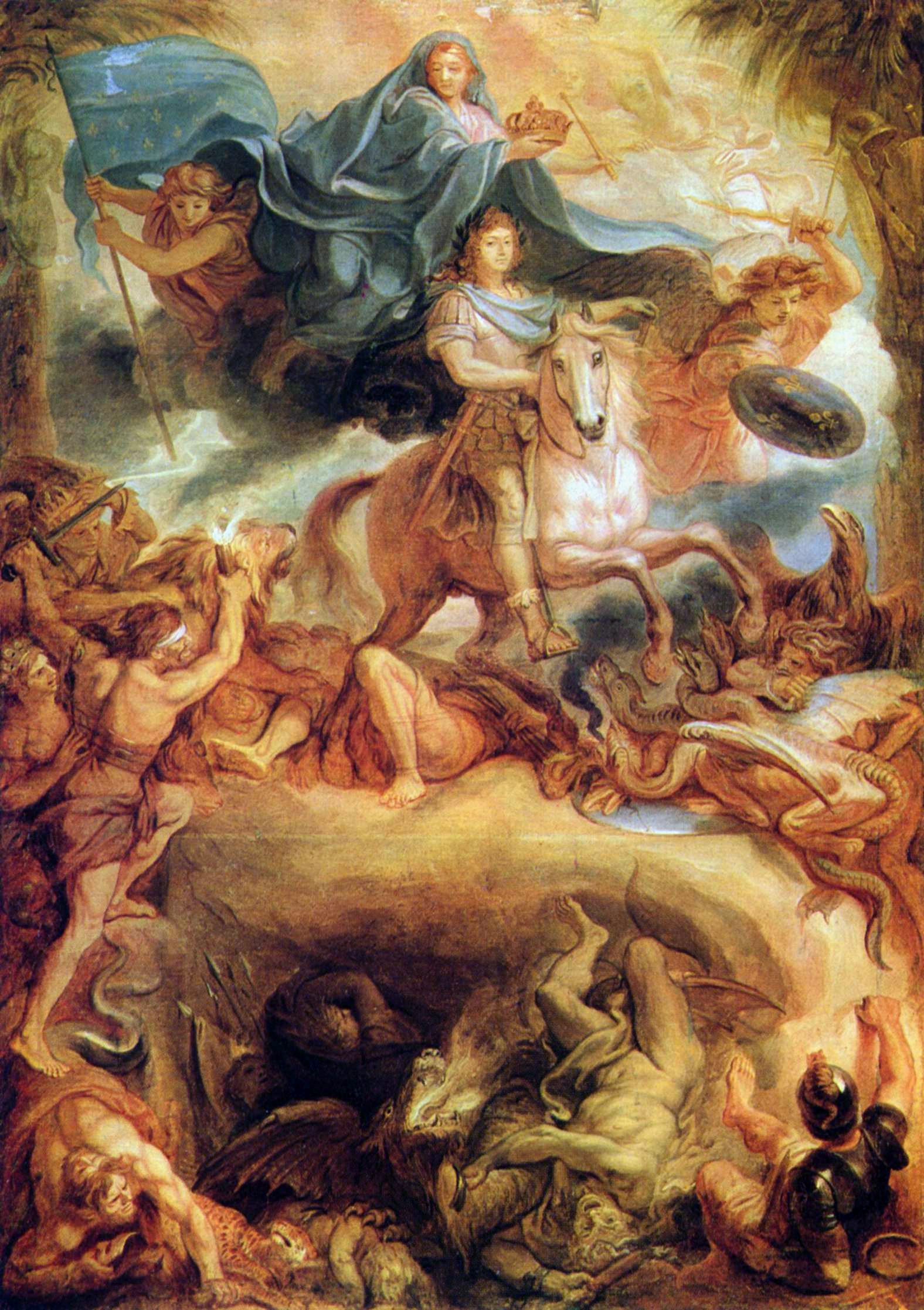
Charles Le Brun: A apoteose de Luís XIV, 1677. A arte a serviço do Estado

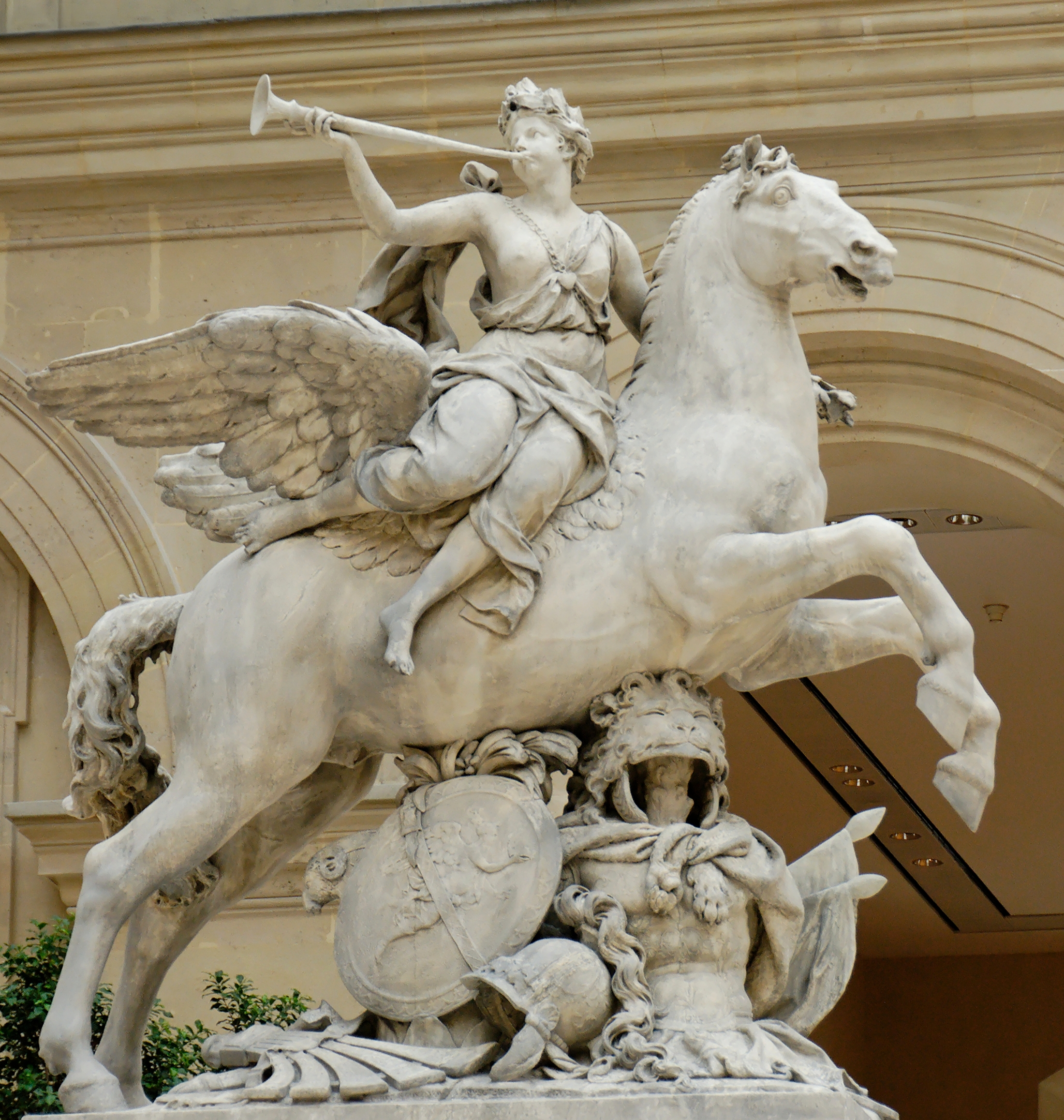
Antoine Coysevox: A Fama de Luís XIV cavalgando Pégaso, 1701-1702

Se coube à Itália o mérito da fundação desse novo tipo de instituição, a França se encarregou de levar o modelo a um primeiro estágio de grande ordem e estabilidade. Suas primeiras tentativas de estabelecimentos de academias como as italianas aconteceram ainda no século XVI, no reinado de Henrique III, especialmente através da atividade de Jean-Antoine de Baïf, que fundou uma academia ligada à Coroa francesa. Como as similares italianas, tinha um caráter acima de tudo filológico-filosófico, mas trabalhava também sobre conceitos relativos às artes e ciências. Embora tenha desenvolvido atividade intensa com debates regulares e produção teórica, defendendo princípios clássicos, era desprovida de uma estrutura educativa e teve uma existência breve. Em 1635 o cardeal Richelieu fundou a Academia Francesa, dedicada à gramática da língua francesa, marcando o início de uma normatização generalizada e acelerada da vida cultural francesa. Seguindo o exemplo, em 1648 um grupo de artistas liderados por Charles Le Brun fundou em Paris a Academia Real de Pintura e Escultura, patrocinada pela regente Ana de Áustria. Seu objetivo era semelhante ao italiano, prestigiar os artistas e também concorrer com a guilda parisiense de pintores e escultores. Em pouco tempo foram fundadas outras academias reais para a dança (1661), a música (1669) e a arquitetura (1671), todas com mesmos objetivos reguladores de suas especialidades. Depois de um início pouco efetivo, em 1671 a Academia Real de Pintura e Escultura passou a ser controlada por Jean-Baptiste Colbert, que confirmou Le Brun como diretor. Eles a tornaram o principal braço executivo de um programa de glorificação da monarquia absolutista de Luís XIV, estabelecendo definitivamente a associação da escola com o Estado e com isso revestindo-a de enorme poder diretivo sobre todo o sistema de arte nacional, o que veio a contribuir para tornar a França o novo centro cultural europeu, deslocando a supremacia até então italiana. Neste período a doutrina acadêmica atingiu o auge de seu rigor, abrangência, uniformidade, formalismo e explicitude, e segundo Barasch em nenhum outro momento da história da teoria da arte a ideia de Perfeição foi mais intensamente cultivada como o mais alto objetivo do artista, tendo como modelo máximo a produção da Alta Renascença italiana. Assim, a Itália continuava a ser uma referência inestimável, tanto que foi instituída em 1666 uma filial em Roma, a Academia da França em Roma, tendo como primeiro diretor Charles Errard, com o objetivo de prover hospedagem e estrutura de apoio para os vencedores do Prêmio de Roma, que passavam alguns anos na Itália em busca de aperfeiçoamento. Mas enquanto que para os renascentistas italianos a arte era também uma pesquisa do mundo natural, para Le Brun era acima de tudo o produto de uma cultura adquirida, de formas herdadas e de uma tradição estabelecida.
A estrutura da academia francesa desde o início se distinguiu pela sua estratificação definida e seu funcionamento burocrático, mas sua regulamentação só se consolidou em 1655 com a aprovação de estatutos, que definiram a separação entre os anciãos e os jovens, ou seja, os membros plenos e os estudantes, organizaram o currículo, o sistema de aulas e conferências, e instituíram o sistema das exposições públicas periódicas da produção acadêmica, os famosos Salões, onde se conferiam prêmios aos trabalhos mais qualificados. Também se confirmou o elo entre a escola e o rei, que se comprometeu a financiar seu funcionamento e prover uma sede. Com isso a academia passava a ser uma instituição da coroa francesa, atendendo às demandas da política cultural da monarquia. Sintomaticamente, no ano seguinte sua sede foi instalada no Palácio do Louvre. Anos mais tarde foram fundadas várias escolas provinciais nos mesmos moldes, sob a supervisão do centro parisiense. Segundo Schwarcz, essa estrutura revelava a existência de uma inclinação para entender a arte como um sistema claramente demonstrável e transmissível de acordo com regras precisas que tinham um caráter quase científico, onde a primazia dos acadêmicos ou membros plenos como transmissores do conhecimento e detentores da autoridade era indiscutível. Além disso, como disse Sloane,
"As ideias de grandeza moral associadas à pessoa do rei e seu governo foram estendidas, em parte, à arte que por assim dizer estava a seu serviço. Mesmo desconsiderando a eventual qualidade dos resultados produzidos, se conferia certa nobreza sobre qualquer arte que estivesse relacionada a estas ideias governamentais. Nacionalismo, o amor pela França, o respeito pela autoridade encarnada no poder real, e um desejo de enraizar a grandeza da França no passado longínquo, foram fatores que contribuíram para a inegável força do sistema acadêmico".

#### A hierarquização dos gêneros
A representação das várias emoções foi codificada em detalhe por Le Brun, estendendo sua descrição para o efeito de cada uma sobre a face e também sobre o corpo, e os próprios gêneros artísticos foram submetidos a uma escala de prestígio: no topo estavam os temas históricos, seguido pelos "gêneros menores", o retrato, cenas do cotidiano, a paisagem e a natureza-morta. Esta hierarquia de gêneros foi oficializada em 1669 em uma palestra do teórico e secretário da academia, André Félibien, e foi adotada por todas as outras academias que se fundaram. Derivada de critérios praticados no Renascimento e que tinham origem na Grécia, definia a valorização de mercado das obras bem como o espaço que cada grupo recebia em exposições, além de emprestar um prestígio correspondente para os seus respectivos praticantes. O gênero histórico, o mais apreciado, incluía obras que veiculavam temas de caráter inspiracional e enobrecedor, essencialmente de fundo ético, podendo incluir, além de imagens propriamente históricas, peças religiosas, mitológicas ou de derivação literária, consistentes com a tradição fundada por mestres como Michelangelo, Rafael Sanzio e Leonardo da Vinci. Nos retratos se incluíam descrições de pessoas em grandes formatos, adequadas para a sua glorificação pública, mas também peças menores de destinação privada. As cenas do cotidiano, também conhecidas como cenas de gênero, retratavam a vida comum, as paisagens ofereciam perspectivas da natureza virgem idealizada ou panoramas citadinos, e as naturezas-mortas consistiam em agrupamentos de objetos diversos em composições formais. A justificativa desta hierarquização estava na ideia de que cada gênero possuía uma força moral inerente e específica. Assim, um artista podia transmitir um princípio moral com muito mais poder e facilidade através de uma cena histórica do que, por exemplo, através de uma natureza-morta. Ademais, seguindo concepções gregas, acreditava-se que a mais elevada forma de arte era a representação ideal do corpo humano, daí que paisagens e naturezas-mortas, onde o homem não aparecia, tinham pouco prestígio. Tendo primariamente uma função social e didática, a arte acadêmica preferia as grandes obras históricas e os retratos em grandes formatos, mais adequados a uma visualização por grandes grupos de espectadores e mais aptos para decorar espaços públicos.

#### Críticas e contradições

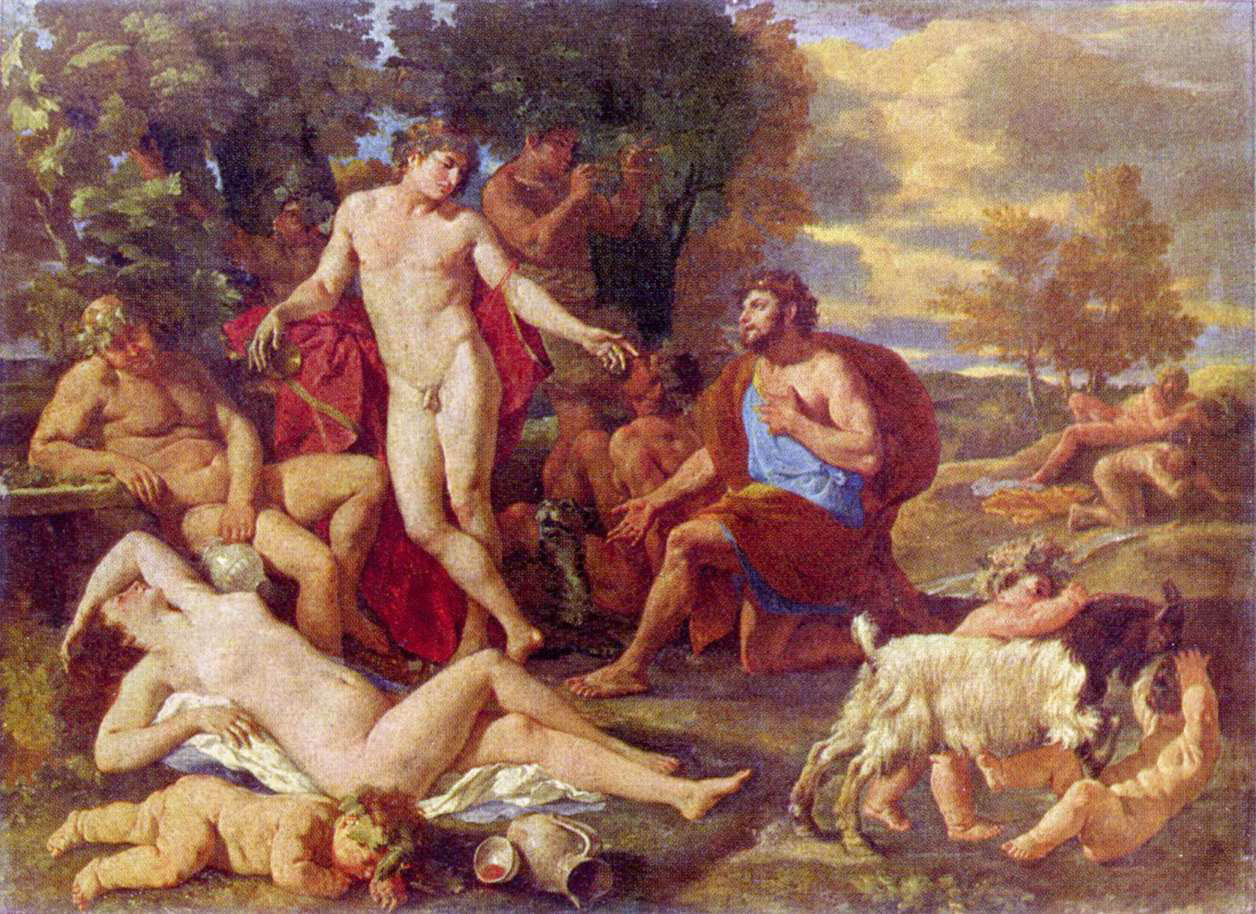
Nicolas Poussin: Midas e Baco, obra ilustrativa do prestigiado "gênero histórico", que incluía temas mitológicos

Junto com essa sistematização surgiu o problema da seletividade e dogmatização excessivas da prática artística, o que logo desencadeou protestos contra a rigidez da doutrina. Parte dos argumentos contrários se organizaram revalorizando a Natureza como ela é no mundo real como fonte de inspiração legítima, e parte nasceu da polêmica desencadeada pela fama de Rubens, um grande colorista, apresentado como uma alternativa para o estilo de Poussin, que primava pela ênfase no desenho e era então o mais importante dos pintores históricos franceses. Le Brun decidiu oficialmente em favor do desenho, mas na prática o problema continuou sem solução. Uma terceira fonte de desconforto entre os acadêmicos foi a questão de como encaixar o gênio independente no seu esquema. Tradicionalmente louvado como um indivíduo de dotes excepcionais, o gênio, pelo próprio brilho incomum de sua produção, assumia prerrogativas de liberdade criativa dificilmente sujeitáveis à formalização acadêmica. Seu espírito original, essencialmente individualista, sua ênfase na imaginação e sensibilidade individuais, faculdades subjetivas, eram uma afronta à noção de que a arte podia ser integralmente ensinada através de regras precisas e automaticamente negavam a universalidade da doutrina acadêmica. Tanto a figura do gênio quanto os outros argumentos contestavam em suma o primado da Razão coletivizante e impessoal na arte, que norteara a filosofia acadêmica ortodoxa. A polêmica não foi decidida em definitivo e reaqueceu-se periodicamente ao longo dos séculos seguintes. Por outro lado, ainda que a academia fosse estreitamente ligada ao Estado e fosse influenciada de forma importante pela Igreja, a simples organização de tal fórum de discussão de arte estimulou o desenvolvimento da Estética como uma disciplina autônoma e favoreceu o aparecimento de singularidades regionais e individuais.

#### Outras artes: Dança e Música

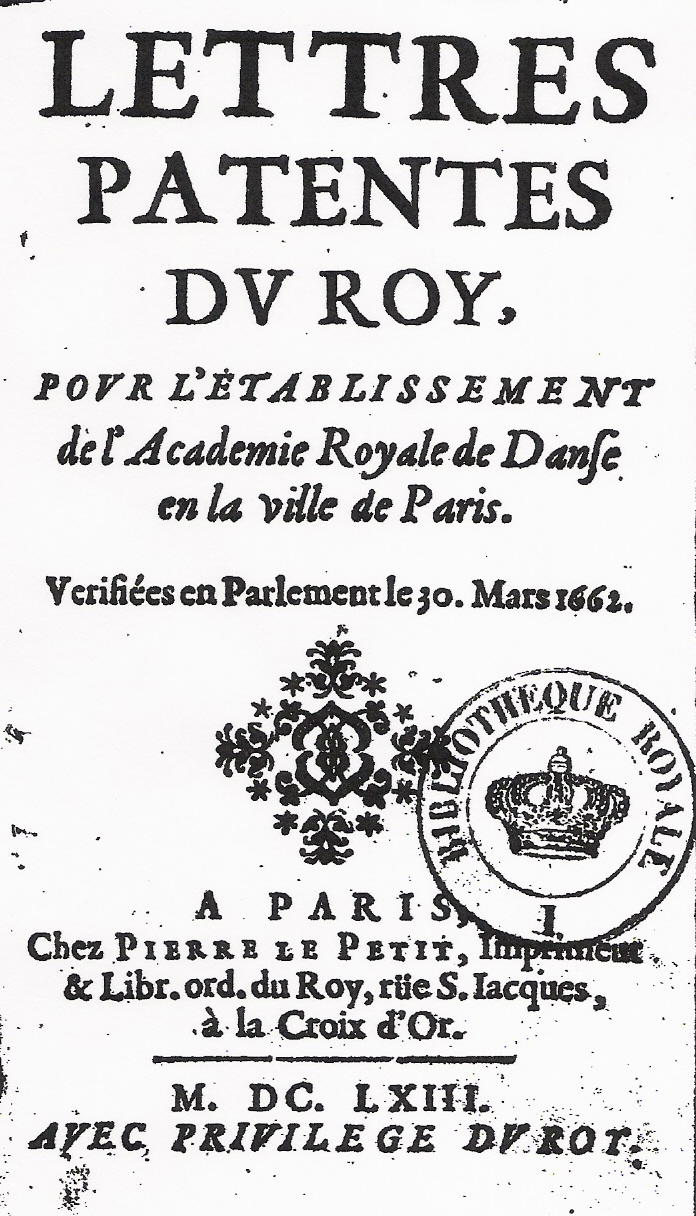
Letras-patentes da fundação da Academia Real de Dança

Também à Itália a França deve o primeiro desenvolvimento de sua dança cortesã, e os primeiros tratados sobre o assunto foram italianos. Jennifer Nevile disse que os bailarinos do norte italiano ensinaram todas as cortes europeias a dançar. Desde o tempo de Luís XII mestres de dança italianos estabeleceram uma série de normas coreográficas rapidamente adotadas na França, e coletâneas de música italiana para dança circulavam em abundância. A arte era regida por uma guilda, a Corporation des Ménêtriers, que funcionava desde o século XV e formava todos os mestres de dança, educados não só na coreografia mas também na composição musical e na prática de instrumentos, iniciando os estudos, como nas outras artes, em tenra idade. Entretanto, a transmissão do conhecimento ainda não havia sido sistematizada e institucionalizada.
Um movimento nesse sentido aconteceu quando Luís XIV fundou a Academia Real de Dança por petição de alguns mestres de dança, e no mesmo ato o rei elegeu treze dos mais antigos como acadêmicos. Suas funções deveriam ser elevar a qualidade da arte e organizar o ensino, considerando a dança como uma forma de conhecimento que proporcionaria aos seus praticantes um preparo físico útil para todas as situações da vida. Infelizmente as atividades desta academia são escassamente documentadas, praticamente nada se conhece sobre seus métodos, nada elaboraram na teoria sobre esta arte, ou pelo menos nada sobreviveu, e o que se conhece deriva antes de relatos sobre apresentações de bailados cortesãos, que são bastante ilustrativos dos resultados obtidos. A partir destas evidências sabe-se que, como nas outras artes, a dança tingiu-se de cores simbólicas e políticas, versando sobre temas mitológicos e históricos e projetando sobre a figura do rei toda a glória e toda a virtude. Luís XIV tinha elevado apreço pela dança e se apresentou pessoalmente em várias oportunidades como protagonista de bailados suntuosos diante de toda a corte, incorporando a figura mítica do Rei-Sol. O prólogo do Ballet de Flore, da década de 1660, uma encenação com canto, música instrumental e dança, fala: "Este ballet, tomado em seu sentido alegórico, assinala a paz que o rei recentemente concedeu à Europa, a abundância e a felicidade com que ele coroa seus súditos, e o respeito de todos os povos da Terra por Sua Majestade".
Fundou-se pois uma ideologia que permaneceu influente até o século XVIII, que enaltecia uma aparência física impecável e um comportamento social elegante. Extraía significados de uma tradição de etiqueta cortesã mais antiga e simbolizava uma condição de desenvolvimento físico e atuação em sociedade que deveriam servir de modelo para todos os súditos. Deixando de ser um mero entretenimento ou ostentação de luxo da corte, a dança passou a ser uma representação teatralizada de ideias articuladas politicamente, que em sua complexidade e refinamento ilustravam a rigorosa rede de relações do espaço social.

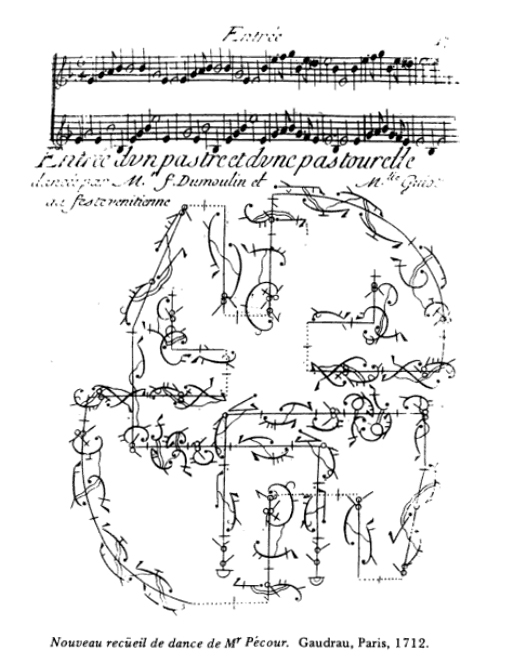
Louis-Guillaume Pécour: Coreografia para uma entrée, baseada no sistema de Beauchamp

Toda atividade coreográfica estava na dependência da música. Havia grande variedade de danças padronizadas, como a chaconne, o passepied, a sarabande, a entrée, a passacaille, a gavotte, o minuet, a gigue e o rigaudon, que eram também formas musicais e eram dançadas em solos ou em grupos. Cada uma dessas danças veiculava uma impressão distinta, como por exemplo, a gigue era rápida e enérgica, com muitos saltos; a sarabande era uma dança austera e lenta, o minuet se caracterizava pela graça e agilidade, e a entrée grave era a mais ritualística e solene. Carol Lee disse que apesar de os estatutos da academia de dança preverem uma estrutura potencialmente eficaz, na prática ela permaneceu apenas como um centro de convívio social e não de ensino. Essa academia sobreviveu nessas bases até 1780, com as guildas continuando a dominar a cena. O resultado mais significativo da academia se deveu ao trabalho individual de um de seus diretores, Pierre Beauchamp, afamado em toda a Europa, que desenvolveu novas técnicas e o primeiro sistema de notação gráfica da coreografia, mas a teorização da dança francesa não iniciou senão no século XVIII, com Raoul Feuillet, Pierre Rameau e Jean-Georges Noverre, e então desenvolveu-se rapidamente, dando ao bailarino um melhor status social.
Em vista do fracasso da proposta inicial, Luís XIV direcionou sua atenção para a Academia Real de Música, criando nela um corpo de baile e renomeando-a como Academia Real de Música e Dança em 1672, ano em que Jean-Baptiste Lully assumiu a direção. Homem ambicioso, Lully instaurou uma verdadeira ditadura sobre a música, dança e teatro do país, e sem sua autorização nenhum teatro podia oferecer espetáculos, com penalidades severas para os infratores. Apesar do seu caráter ser invariavelmente descrito como ardiloso e despótico, foi um grande artista, considerado o fundador da ópera francesa, e através dela, junto com Philippe Quinault, foi o reformador da dicção da poesia nacional, do canto lírico e também das técnicas de dança, da representação dramática e da cenografia, unificando todas estas artes num todo coeso e poderoso que se tornou um símbolo cultural da nação. As atividades desta academia eram mais gerenciais do que educativas, e na prática funcionou mais como uma companhia de produção de óperas, contemplando apenas os aspectos de ensino necessários para garantir a periódica substituição dos músicos da sua orquestra, permanecendo a principal transmissão do conhecimento dentro do âmbito da sucessão familiar. Mesmo assim, a instituição tudo monopolizou, e estabeleceu um elevado padrão de qualidade na prática orquestral e teatral, impondo um novo gosto sobre o público. Novamente a arte foi posta a serviço do Estado, e récitas grandiosas fizeram parte do programa cultural e da propaganda do absolutismo francês.
É preciso ressalvar, porém, que as escolas profissionalizantes de música não nasceram na França. A primeira grande escola de música do ocidente de que se tem notícia, o Orfanotrófio, data do século IV, fundado em Constantinopla por Constantino I. Como o nome sugere, era um orfanato, onde meninos recebiam uma educação musical esmerada. Suas interpretações corais, sempre de música sacra, atraíam multidões e a instituição se tornou poderosa e influente por muitos séculos, produzindo uma série de músicos e compositores importantes. Outros estabelecimentos similares apareceram mais tarde, como o Orphanotrophium de Roma, posto sob a proteção papal; ao longo da Idade Média o ensino da teoria musical - mas não da prática - já fazia parte do currículo das primeiras universidades, junto com as outras artes liberais, por ser considerada um ramo da matemática, e desde o século XV se podiam obter graus universitários em música na Inglaterra. Mas segundo Bianconi, o modelo administrativo instituído pela França de Luís XIV não teve paralelos anteriores nem em estrutura nem em objetivo, inaugurando a tradição dos modernos conservatórios.

#### Arquitetura

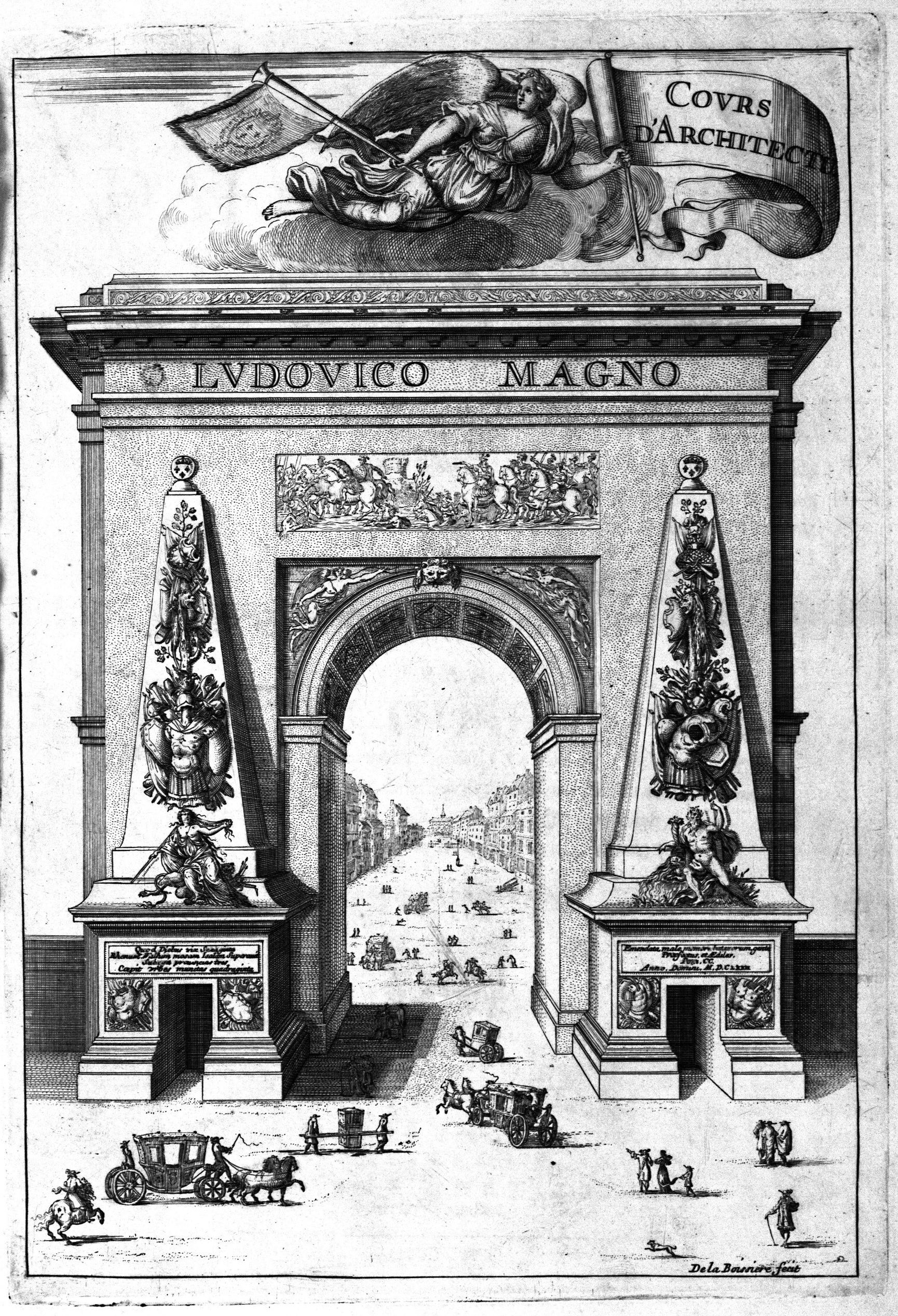
François Blondel: Frontispício do Cours d'Architecture

A Academia Real de Arquitetura foi outra das academias reais fundadas por Luís XIV. Seu primeiro diretor, François Blondel, foi incumbido com a tarefa de criar um currículo, codificando os princípios do projeto clássico, de forma semelhante ao que acontecia com a pintura. Também deveria disseminar o conhecimento através de duas palestras semanais. O cerne da doutrina arquitetônica era os princípios do arquiteto da Roma Antiga Vitrúvio, com alguma inspiração nos tratadistas renascentistas como Alberti. Seu trabalho contribuiu para disciplinar o que se percebia como excessos da arquitetura barroca, estabelecendo uma filosofia de clareza, harmonia e equilíbrio. Em seu discurso inaugural, Blondel convocou os estudantes para a missão de restaurar a arquitetura ao seu antigo esplendor, e enfatizou a necessidade de um estudo sólido e de amplo horizonte. Seu tratado teórico Cours d'Architecture (1675) foi o primeiro a ser escrito na França. Suas ideias foram corroboradas por René Ouvrard no tratado Architecture harmonique (1677), acrescentando que a Beleza deriva de um sistema claro de proporções, similar ao que era encontrado na música, insistindo ainda mais que Blondel na estrita observância das regras clássicas.
O rigor da sistematização não demorou a ser atacado por um arquiteto que permanecia à margem da academia, Claude Perrault. Perrault elaborou uma nova tradução de Vitrúvio e, aproveitando passagens em que o antigo mestre louvava a liberdade de um arquiteto helenista, defendeu uma flexibilização no programa acadêmico e afirmou que sua época não seguia o mesmo gosto dos romanos, e que por isso uma aderência estrita às regras antigas impediria todo o progresso. Logo se acendeu uma polêmica entre os "antigos" e os "modernos", que se estendeu por um século inteiro. Seu irmão, Charles Perrault, que se tornou um acadêmico influente, continuou na sua linha, advogando a liberdade de criação sem a necessidade da sanção do passado.
Os princípios acadêmicos foram repetidamente questionados ao longo dos anos, mas a instituição pôde mostrar uma flexibilidade suficiente para absorver inovações e continuar como uma instância normativa prestigiada e influente, norteando as mais importantes obras arquitetônicas realizadas nesse período, revestindo-as de uma solenidade característica e submetendo os projetos a uma hierarquização rigorosa. Somente edifícios públicos e os de posse da casa real podiam ostentar toda a panóplia das ordens maiores, diferenciando-os da edificação mesmo da alta nobreza, que ficava limitada a um esquema menos imponente, com pouca variação.

## O método de ensino acadêmico

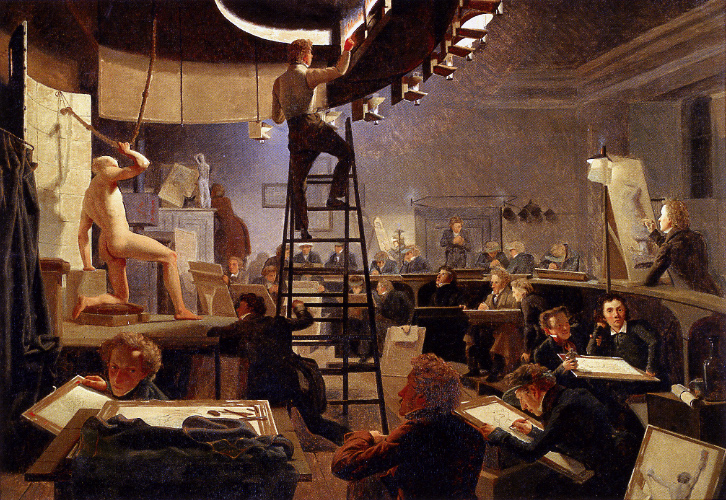
Wilhelm Bendz: Classe de modelo vivo, 1826.

Uma descrição do método de ensino empregado para a pintura pode servir como exemplo geral. A primeira academia francesa era mais um centro organizador do que uma escola, pois o principal do ensino era dado nos ateliês dos mestres, com quem os discípulos viviam e a quem ajudavam como parte de seu aprendizado, o que refletia a herança do sistema das guildas. Consolidando-se a escola, com o tempo passou-se a oferecer várias disciplinas práticas nas suas próprias dependências. Mesmo entre os discípulos havia uma gradação hierárquica correspondente ao grau de seu progresso. Os novatos iniciavam mais como servos do mestre do que como aprendizes, e desempenhavam todas as tarefas mais braçais do atelier, como limpar o local, acender o fogo no inverno e providenciar ventilação no verão, cuidar da conservação dos materiais e prepará-los para uso dos discípulos graduados e do mestre. No pouco tempo que lhes restava eram introduzidos no desenho elementar e na cópia de obras didáticas de gravura ou desenho, que reproduziam composições de mestres consagrados modernos e peças da Antiguidade clássica. A seguir, passavam a copiar esculturas, e depois desenhavam a partir do modelo vivo. A cópia de obras consagradas era um passo indispensável para a aquisição de um senso de forma e estilo e desenvolver a aptidão na representação anatômica e no manejo da luz e sombra para a criação de volumes. Quando era considerado capacitado em todos os aspectos básicos da criação era autorizado a tentar o ingresso formal na academia como estudante, sempre através da recomendação de um mestre já membro e mediante a apresentação de um portefólio de desenhos acabados. Se aceito, ingressava e iniciava uma etapa de qualificação superior, com estudos aprofundados de anatomia, técnicas artísticas específicas a cada modalidade de arte, geometria, perspectiva e cultura geral, incluindo teoria da arte, religião, mitologia e história antiga.

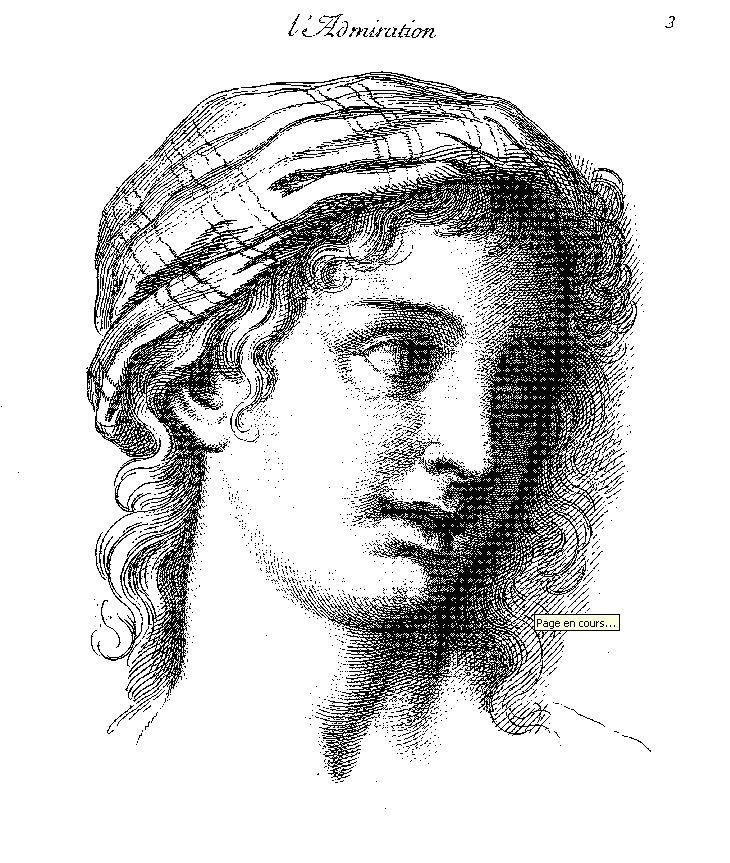
Charles Le Brun: A admiração, parte de uma série de gravuras sobre a expressão das emoções oferecida como modelo para os alunos

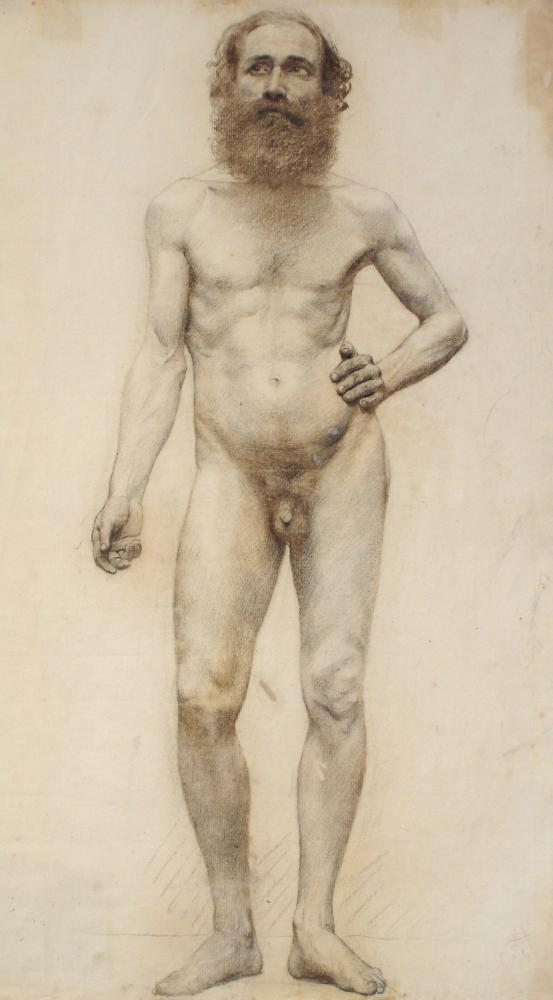
Pedro Weingärtner: Estudo de nu, 1878, um dos inúmeros estudos anatômicos impostos pela disciplina acadêmica

O corpo teórico que norteava o ensino acadêmico devia muito à noção de interdependência das artes entre si e com as artes liberais, onde a literatura e a retórica desempenhavam um papel importante. Parte do ensino era realizado tomando-se uma obra como tema de uma palestra, e a partir dela um preceptor discorria sobre as suas qualidades e defeitos técnicos, sobre sua linhagem estilística e sobre seus significados e referências para o universo cultural como um todo. Por exemplo, muitos dos tratados de pintura eram baseados em obras sobre retórica, pois esta arte buscava desenvolver a capacidade de atrair a atenção da audiência e convencê-la do ponto de vista defendido no discurso. O bom orador fazia uso de uma série de figuras de linguagem, de uma gestualidade eficiente, de expressões cuidadosamente selecionadas na face e por vezes se valia até mesmo dos trajes que usava, recorrendo a todos os recursos para tentar formar para a plateia um panorama sobre o tema tratado que tinha muito o caráter de uma dramatização teatral e de uma visualização mental. Boa parte desse repertório da linguagem verbal e da encenação foi transposto diretamente para as artes visuais, e deu origem a uma iconografia padronizada que, com o tempo, formou os elementos básicos da linguagem visual, assim como as palavras o são do discurso falado, sendo compreendidos por todos sem dificuldade e carregando automaticamente a leitura de cada personagem pintado de determinada maneira para um significado convencional pré-estabelecido.
Para a realização de uma obra histórica bem sucedida o pintor deveria dominar um amplo repertório de formas padronizadas de expressão, que veiculavam significados precisos. Nas classes se ofereciam modelos de expressões faciais, de atitudes corporais, de ambientação cênica e paisagística dos grupos de figuras, de representação de vestuário, se explicava a simbologia das cores e dos gestos, para que os alunos os absorvessem e reproduzissem mais tarde em obras novas. Numa obra histórica tudo era símbolo, alusão, convenção, cada elemento individual na obra tinha um significado e uma justificativa para estar lá, e o paradoxo desta arte altamente ritualizada era que pretendia representar a verdadeira natureza, mas não uma natureza natural, no sentido de realismo descritivo, mas uma natureza corrigida e exibida em suas formas ideais, purificadas dos acidentes e defeitos transitórios encontrados nos objetos do mundo real. Entretanto, além de dominar o simbolismo das formas, o pintor deveria possuir um profundo conhecimento das formas naturais, a base de toda a representação, o que aproximava a arte da ciência e a instituía como uma forma de aquisição e transmissão de conhecimento. Por isso a grande insistência no treinamento preliminar e prolongado nas disciplinas da anatomia, da geometria, da perspectiva e do desenho. Félibien em 1669 escrevera:
"(O artista primeiro) deve ter um perfeito conhecimento da coisa que pretende representar, das partes que a compõem, e dos meios pelos quais se deve proceder. E este conhecimento que é obtido, e que é criado através dessas regras, é o que chamo de Arte.
Mas ele reconhecia que a mera imitação das coisas naturais é um processo mecânico, e o grande artista seria aquele que, usando o conhecimento técnico, o aplicasse para a representação dos feitos nobres da humanidade, como se fosse um verdadeiro historiador. Depois de vários anos de um aprendizado gradual e sistemático os discípulos eram autorizados a ajudar na elaboração das obras dos mestres, já que o trabalho no atelier era sempre coletivo. Regularmente eram realizadas provas práticas para testar o progresso dos alunos, concedendo-se prêmios aos mais bem colocados em salões públicos. Atingido um nível adequado, era-lhes permitido inscrever obras no grande Salão oficial para tentar o Prêmio de Roma, o prêmio máximo da academia, que automaticamente concedia ao vencedor o ingresso na academia como associado, depois de um período de aperfeiçoamento na Itália sob a orientação de mestres famosos, onde podia entrar em contato com um grande acervo de peças da Antiguidade e da produção mais gabaritada do Renascimento. A etapa final na ascensão profissional era a aceitação do associado como um membro pleno pela academia, o que o tornava um "acadêmico", o que dependia de sua constância nas exibições nos salões e da permanência de sua produção em um patamar de excelência.

## Transformações, declínio e difusão do modelo francês
Depois do fim do reinado de Luís XIV o estilo acadêmico fortemente associado à sua monarquia começou a se difundir, acompanhando o crescimento da nobreza urbana e o aparecimento de uma série de outras academias importantes pela Europa, inspiradas no sucesso do exemplo francês: Nuremberg (1674), Polônia (1694), Berlim (1697), Viena (1705), São Petersburgo (1724), Estocolmo (1735), Copenhage (1738) e Madrid (1752). Nos séculos XVIII e XIX diversas outras academias menores apareceram em várias cidades europeias e o modelo se expandiu para a América, sendo fundada em 1783 a Academia de São Carlos no México, em 1805 a Academia de Belas Artes da Pensilvânia nos Estados Unidos, e em 1826 a Academia Imperial no Brasil. Enquanto isso, na Itália aparecia outro grande centro de irradiação, Veneza, lançando a tradição das vistas urbanas e dos "caprichos", cenas paisagísticas fantasiosas povoadas de ruínas da Antiguidade, que se tornaram prediletas dos nobres viajantes no Grand Tour.

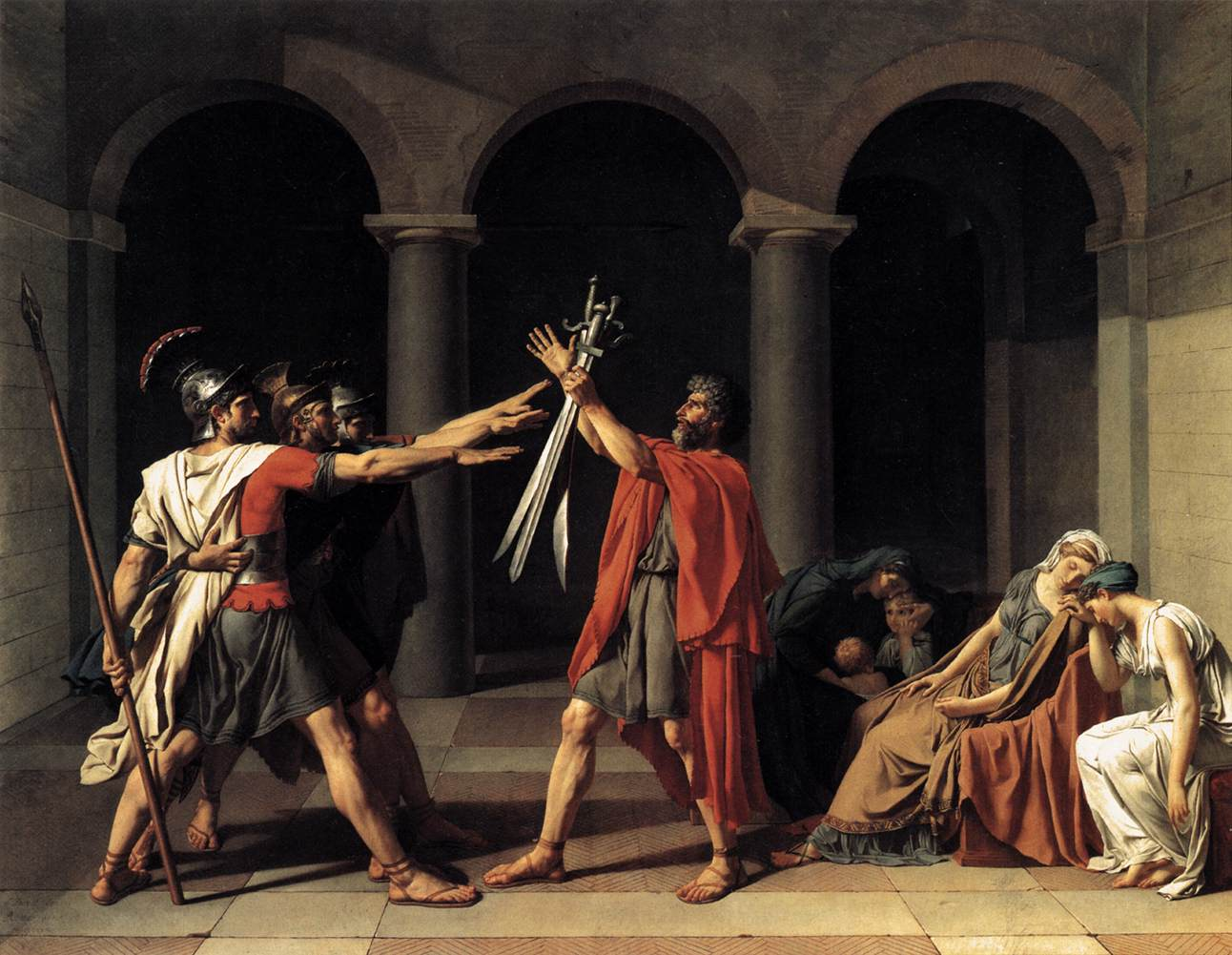
Jacques-Louis David: O juramento dos Horácios, 1784. Uma típica obra histórica do período neoclássico, política e eticamente engajada

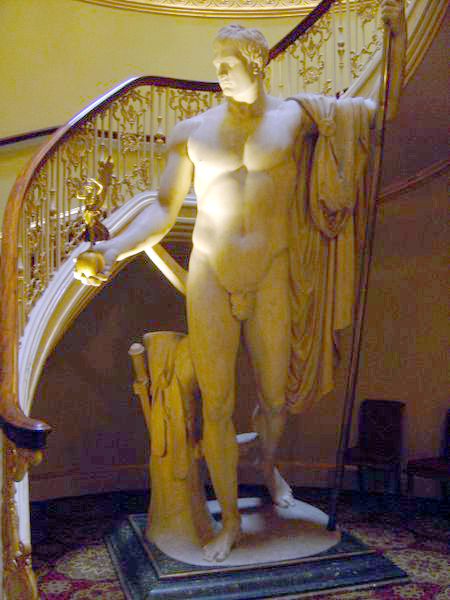
Antonio Canova: Napoleão como Marte pacificador, 1811, um símbolo do "imperialismo civilizatório" glorificado

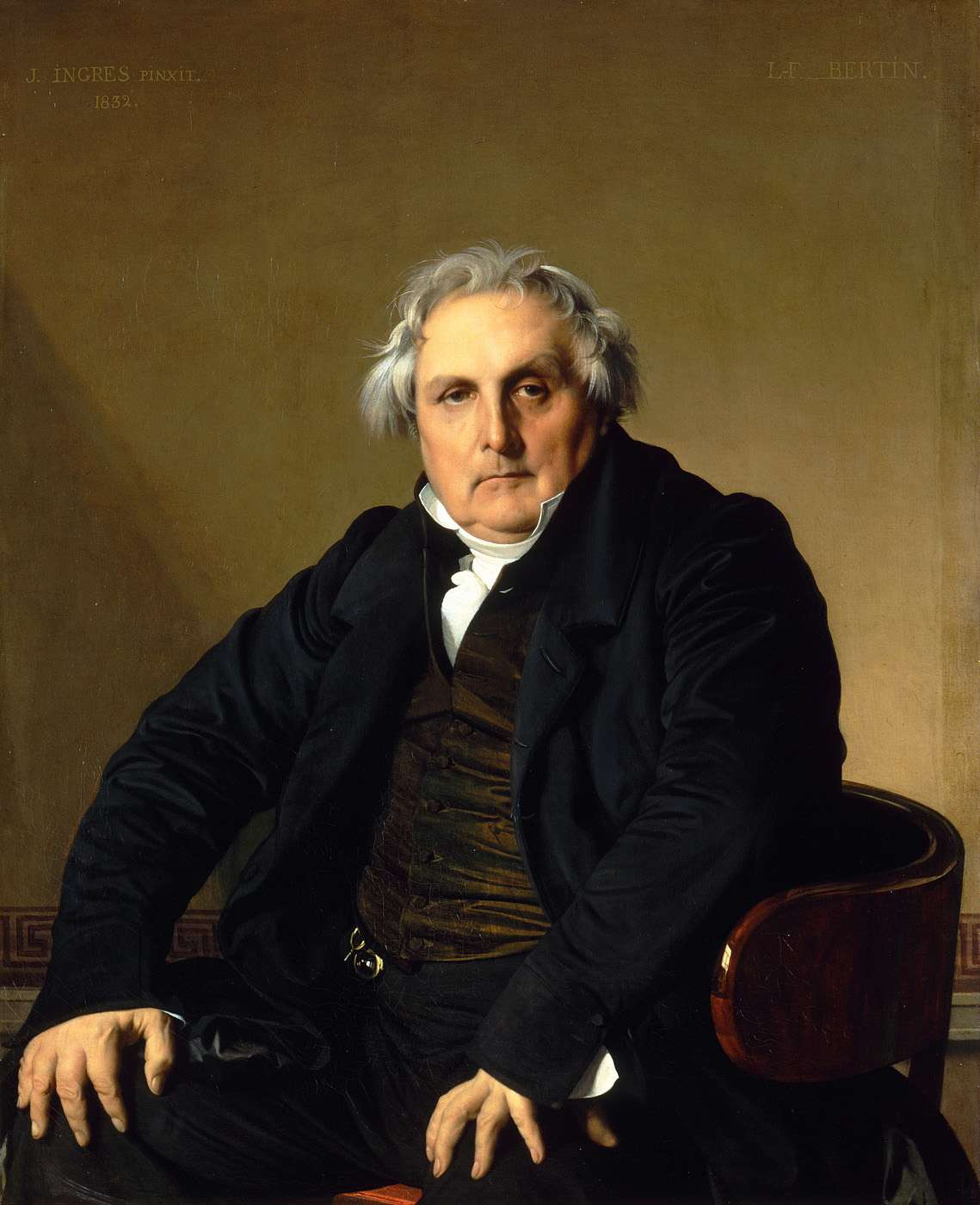
Jean-Auguste Dominique Ingres: Retrato de Louis-François Bertin, 1832, uma célebre imagem consagratória da burguesia ascendente

Mesmo com sua ampla irradiação, o sistema acadêmico começou a ser seriamente contestado através da atuação de intelectuais ligados ao iluminismo. Para eles, o academicismo havia se tornado um modelo ultrapassado, excessivamente rígido e dogmático; criticavam a metodologia, que julgavam produzir uma arte meramente servil a exemplos antigos, e condenavam a administração institucional, que consideravam corrupta e despótica. Entretanto, um iluminista importante como Diderot subscreveu muito do ideal acadêmico, apoiava a hierarquia dos gêneros e disse que "a imaginação não cria nada". No final do século XVIII, acompanhando o tumulto da Revolução Francesa, se armou uma verdadeira campanha contra o ensino da Academia, que foi identificada como um símbolo do Antigo Regime. Em 1793 o pintor Jacques-Louis David, antigo vencedor do Prêmio de Roma e intimamente ligado aos revolucionários, assumiu a direção dos assuntos artísticos da nova república e, depois de acatar a solicitação de numerosos artistas insatisfeitos com a burocracia e sistema de privilégios da instituição, dissolveu as academias parisienses e todas as outras academias reais do interior. Contudo, a extinção das antigas escolas foi temporária, pois em seguida foi organizado um Comitê para as artes, que levou à fundação em 1795 de uma nova instituição, o Instituto de França, que incluía uma seção artística e se responsabilizou pela reorganização do sistema de artes nacional.
As mudanças na França, contudo, foram mais nominais do que reais. Os cursos de arte voltaram a funcionar em linhas gerais nos mesmos moldes de antes, da mesma forma se ressuscitou a hierarquia dos gêneros, os prêmios e salões foram mantidos, a filial em Roma permaneceu ativa, e o Estado continuou a ser o maior patrocinador da arte. Quatremère de Quincy, o secretário do novo Instituto, que nascera como um aparelho da renovação revolucionária, paradoxalmente acreditava que as escolas de arte serviam para preservar tradições, e não para fundar novas. As maiores novidades que ele introduziu foram a ideia de reunificação das artes sob uma atmosfera de igualitarismo, eliminando títulos honoríficos dos membros e alguns outros privilégios, e sua tentativa de tornar a administração mais transparente, de caráter eminentemente público e funcional. Na reinterpretação da teoria platônica de que as artes são questionáveis por serem imitações imperfeitas de uma realidade ideal abstrata, considerou esta ideia apenas numa esfera moral, politizou-a e republicanizou-a, relacionando a verdade das artes à verdade das instituições sociais. E disse que a realidade política da república era um reflexo da república das artes que ele buscou instaurar. Mas para além das ideias, na prática, o autoritarismo, que foi um dos motivos alegados para a extinção das academias reais, continuou a ser praticado na administração republicana.
Outra vertente de ataque ao modelo acadêmico surgiu através dos primeiros românticos, na virada do século XVIII para o século XIX, que pregavam uma prática centrada na originalidade e independência individuais. Dizia em torno de 1816 Théodore Géricault, um dos expoentes do romantismo francês:
"Essas escolas mantêm os seus alunos num estado de emulação constante... Observo com tristeza que desde o tempo do estabelecimento dessas escolas houve um grande efeito: deram serviço a milhares de talentos medíocres... Os pintores entram ali novos demais, e por isso os traços de individualidade que sobrevivem à Academia são imperceptíveis. Pode-se ver, com real desgosto, cerca de dez ou doze composições todo ano que têm uma execução praticamente idêntica, pois na sua busca de perfeição perdem a originalidade. Uma só forma de desenhar, um tipo de cor, um arranjo para todos os sistemas..." 
Para Robert Rosenblum, com Napoleão se ouviu o "canto do cisne" do conceito de arte como veículo de valores morais e espelho da virtude. Ele desenvolveu ativo patronato e empregando os artistas para retratarem a glória de sua pessoa, da pátria e de suas conquistas políticas e militares. Depois dele a fragmentação e enfraquecimento dos ideais começaram a se fazer visíveis e irreversíveis. Com o arrefecimento do ardor libertário dos primeiros românticos, com o fracasso final do projeto imperialista de Napoleão, e com a popularização de um estilo eclético, que mesclava romantismo e neoclassicismo adaptando-os aos propósitos da burguesia, que se tornava uma das maiores patrocinadoras das artes, observou-se, como disse Schwarcz, o aparecimento de um sentimento geral de resignação, e uma crescente prevalência do gosto individual do burguês contra os sistemas coletivos idealistas. Logo as preferências desta classe social, agora tão influente, penetraram nas escolas superiores e se tornaram objeto digno de representação, alterando-se a hierarquia dos gêneros e proliferando os retratos e todos os chamados gêneros menores, como a cena do cotidiano e a natureza-morta, o que se acentuou à medida que o século progredia.
O apoio dos burgueses aos acadêmicos era uma forma de demonstrar educação e adquirir prestígio social, aproximando-os das elites culturais e políticas. Enfim, o revivalismo Neogótico, o desenvolvimento do gosto pelo pitoresco como um critério estético autônomo, o resgate do ecletismo helenístico, o progresso dos estudos medievalistas, orientalistas e folclóricos, a crescente participação feminina na produção de arte, a valorização do artesanato e das artes aplicadas, abriram outras frentes de apreciação das artes visuais, encontrando outras verdades dignas de apreço que haviam sido antes desprezadas e relegadas para as margens da cultura oficial. Também a arquitetura acadêmica, sob o impacto dessas novas tendências, passou a mostrar um ecletismo luxuriante, sobrecarregando de ornamentações, que empregava arbitrariamente referências históricas díspares e elementos exóticos do oriente, com isso criando muitas vezes criava espaços de pouca funcionalidade. Como resultado dessa grande transformação cultural, o modelo educativo acadêmico, para sobreviver, teve de incorporar algumas dessas inovações, mas manteve em linhas gerais a tradição estabelecida, conseguindo se tornar até mais influente, continuando a inspirar não só a Europa, mas também a América e outros países colonizados pelos europeus, ao longo de todo o século XIX.

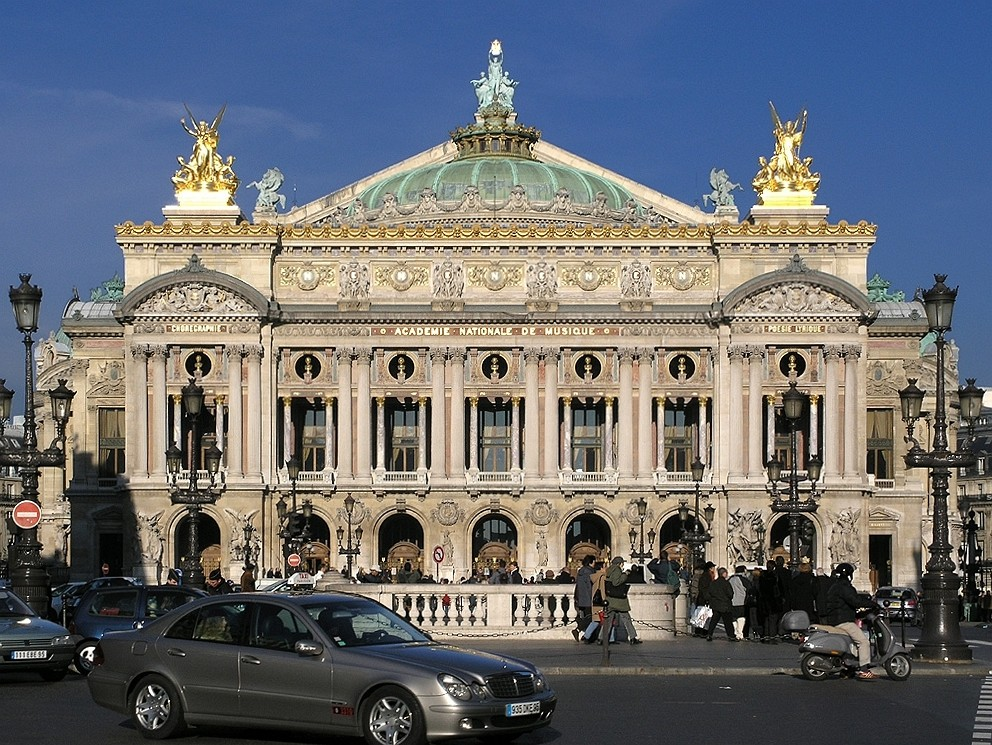
A Ópera de Paris, exemplo típico do ecletismo arquitetônico do fim do século XIX

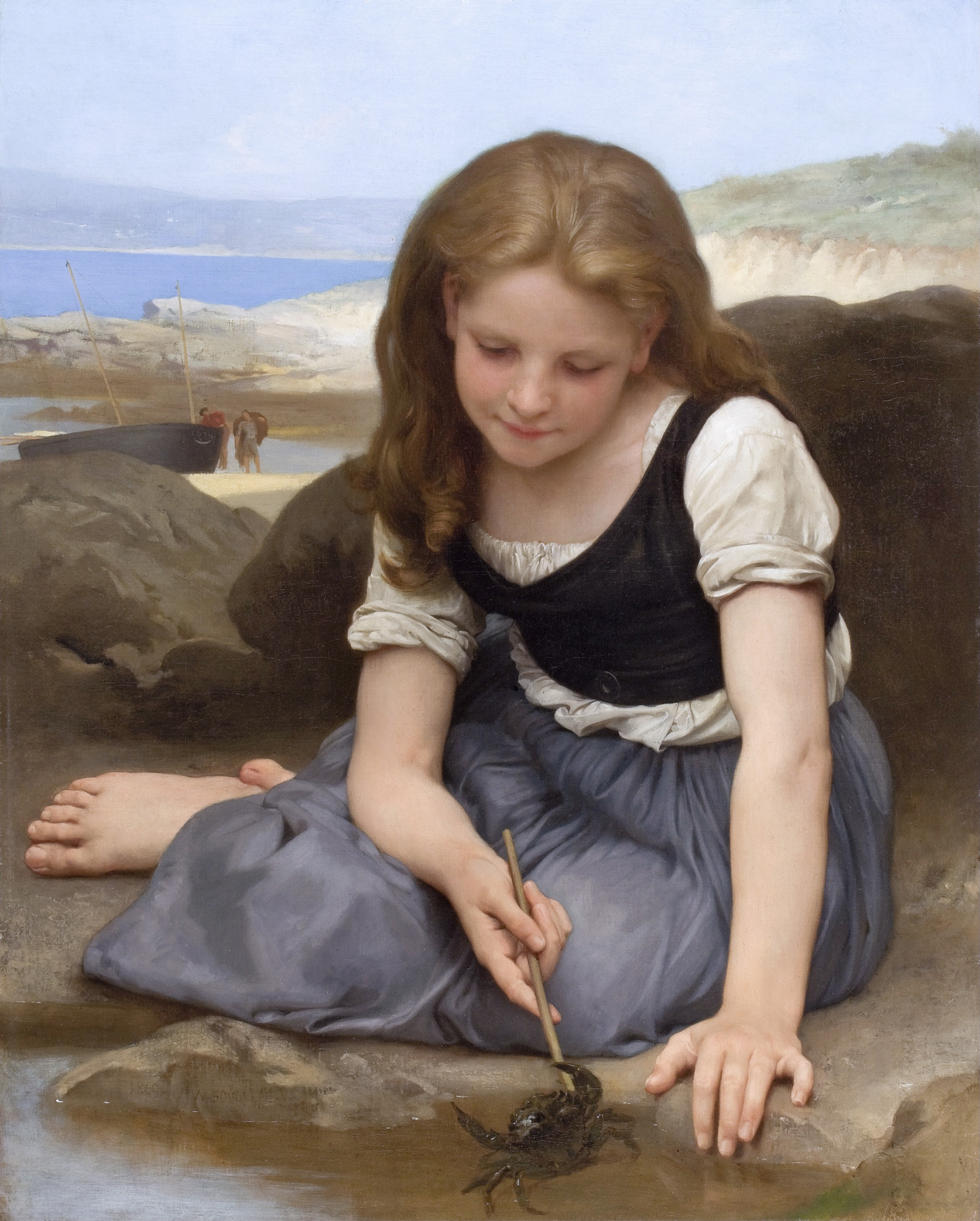
William-Adolphe Bouguereau: O caranguejo, 1869, cenas da vida comum como tema digno da representação acadêmica

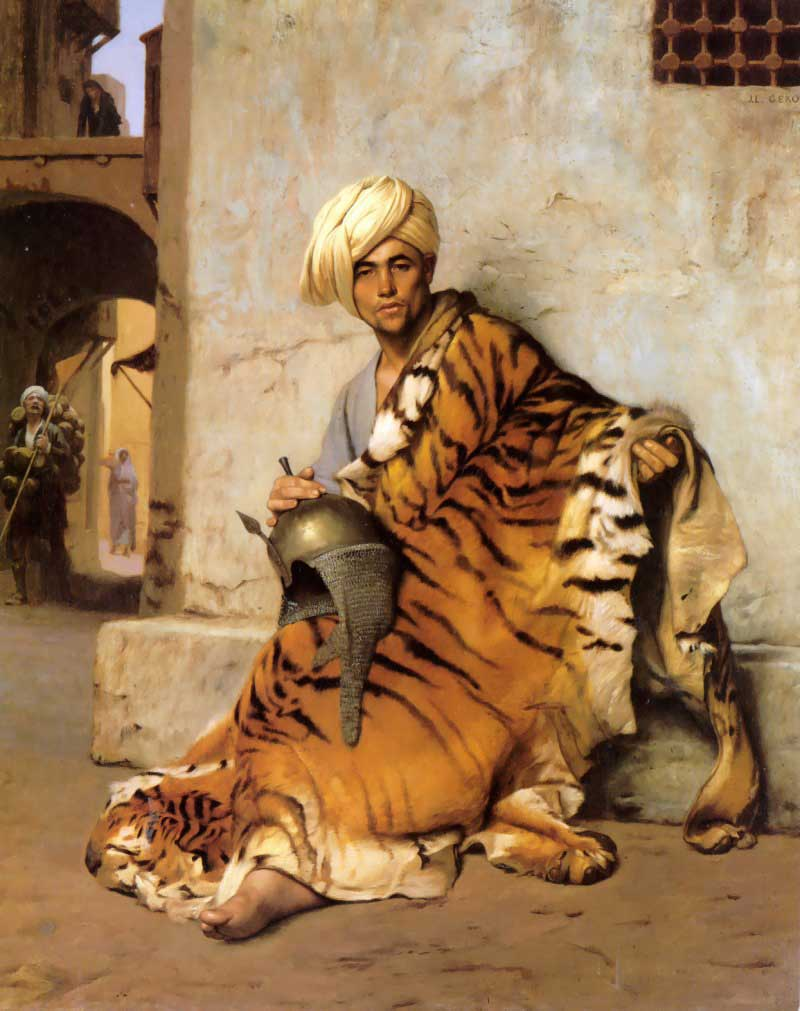
Jean-Léon Gérôme: Vendedor de peles no Egito, 1869, um apelo ao exotismo do oriente

Outro fator nessa revivescência acadêmica, mesmo diante de um cenário em profunda mutação, foi a reiteração da ideia de arte como um instrumento de afirmação política por movimentos nacionalistas em vários países. Como lembrou Kaufmann,
"A fundação de galerias nacionais e outras formas de instituições nacionais de arte em vários países da Europa, a decoração de edifícios públicos e a instalação de monumentos, foram em grande parte inspirados pelo desejo de se determinar o caráter nacional da arte ou de demonstrar como artefatos culturais podiam refletir traços nacionais. Motivações similares guiaram muito da literatura sobre arte desde o fim do século XIX até meados do século XX. Em livros e artigos incontáveis, a arte era explícita ou implicitamente vista como o produto de uma entidade distinta, a qual, como fez Goethe, foi primeiro identificada com a expressão de uma cultura; mas então, como em Herder, com um povo, e finalmente, quando as pessoas vieram a se identificar com uma nação, com a nação. Uma vez que a raça poderia também ser um substituto para o conceito de povo ou nação, ou presumida como base da formação de um povo, ideias racistas estavam envolvidas em muito desse discurso. Mesmo noções geográficas mais amplas, como norte versus sul, ocidente versus oriente, também entraram no discurso e foram combinadas a outros conceitos... num esforço de determinar como a arte era definida ou limitada pela geografia, e relacionada com povos particulares em lugares particulares... O cultivo do folclore, a fundação de museus de história, de arte popular, de artesanato, e a escrita de histórias nacionais, são todos signos da criação de identidades nacionais nesta época. 
Como disse Kino, o século XIX foi o período de apogeu das academias, no sentido de que sua produção se tornou extremamente bem aceita entre um público muito mais vasto - mas muitas vezes menos culto e menos exigente -, dando à arte acadêmica uma popularidade tão grande como a de que hoje desfruta o cinema, e com uma temática igualmente popular, abrangendo tudo, desde os tradicionais temas históricos até vinhetas cômicas, de retratos adocicados e sentimentais a cenas medievalistas ou pitorescas de países exóticos do oriente, algo impensável durante o Antigo Regime. O paradoxo é que ao mesmo tempo em que atingiam seu auge, iniciava seu declínio. Por outros setores da crítica as academias eram confrontadas, e de certa forma enfraquecidas por novas tendências de atribuição de valor estético, e por uma multiplicidade de novas visões sobre a natureza, sobre a natureza da representação e sobre o que significava beleza, forma e valor. Antes desprezado como o local onde a "verdadeira" beleza - a beleza ideal - era desfigurada pelos acidentes e azares do tempo e do destino, o cotidiano passou a ser a fonte primária da arte mais vital, especialmente com o crescente prestígio de modalidades de representação formuladas pelas escolas do naturalismo e do realismo, da segunda metade do século XIX em diante. Agora considerada como dinâmica e não mais como incerta ou inevitavelmente defeituosa, a natureza comum passou, para as novas correntes, a ser uma fonte de valor e um estímulo para experimentações, adaptações e mudanças, numa época em que as ciências conheciam também grande desenvolvimento, colocavam a natureza sob suas lentes, contestavam dogmas religiosos e faziam descobertas perturbadoras que alteravam a forma como o mundo era concebido e descrito. Nessa esteira, muita arte começou a dar atenção ao processo de criação como um tópico de interesse em si, e se preocupar em captar o jogo entre forças dinâmicas, deixando gradualmente de lado sistemas conceituais apriorísticos e purezas estéticas absolutas. Ainda que esta seja a fase que atraiu mais críticas posteriores, não significa que as academias tenham ficado despovoadas de artistas de grande mérito e enorme fama em seu tempo, e que recentemente, depois de longo olvido, vêm ganhando nova projeção.
Diante da insatisfação de crescente número de artistas excluídos dos salões oficiais da academia francesa, em 1863 Napoleão III instituiu o Salão dos Recusados, que é considerado um dos marcos iniciais do modernismo. Mesmo com essa concessão, a reação do público foi negativa, e uma crítica anônima publicada na ocasião resume a atitude geral:
"Esta exposição é triste e grotesca... salvo por uma ou duas exceções questionáveis, não há uma única obra que mereça a honra de ser exibida nas galerias oficiais. Há até mesmo algo de cruel sobre esta exposição, as pessoas riem como se tudo não passasse de uma farsa".
Seguindo o exemplo de Courbet, que em 1855 abrira uma exposição individual a que chamou de Pavilhão do Realismo, em 1867 Manet, recusado no Salão oficial, exibiu de forma independente, e seis anos depois um grupo de impressionistas fundou o Salão dos Independentes. A partir dessas iniciativas o mercado de arte começou a se abrir para escolas alternativas, enquanto que marchands de novos criadores e sociedades privadas iniciavam campanhas agressivas de divulgação de seus próprios artistas, abrindo vários espaços de exposição para captar o interesse do público consumidor burguês. Também os críticos e literatos independentes desempenharam um papel importante no deslocamento do centro de gravidade econômica e social do sistema de arte, protegendo e promovendo vários artistas não-acadêmicos e provendo uma espécie de educação informal do público através da publicação de artigos na imprensa, que se tornou um grande fórum de debates artísticos, e de amplo alcance. Nesse processo, a instituição oficial da academia, ora renomeada como Escola de Belas Artes e tendo cortada sua ligação com o governo, começou a perder terreno rapidamente, iniciando seu declínio como instância consagradora e educativa.

### Outras geografias
Não é possível descrever as particularidades do desenvolvimento da filosofia acadêmica em todos os países e regiões onde ela foi cultivada sem tornar a descrição exaustiva. Denis & Trodd assinalaram que estudos recentes vêm fazendo um levantamento dessas derivações, evidenciando que ao contrário de um cenário unificado, ainda que compartilhando de muitos princípios gerais, o academicismo, em especial no século XIX, foi um caleidoscópio de teorias e práticas diferenciadas. Seguem alguns dados sobre algumas escolas regionais a título de exemplo.

#### Inglaterra

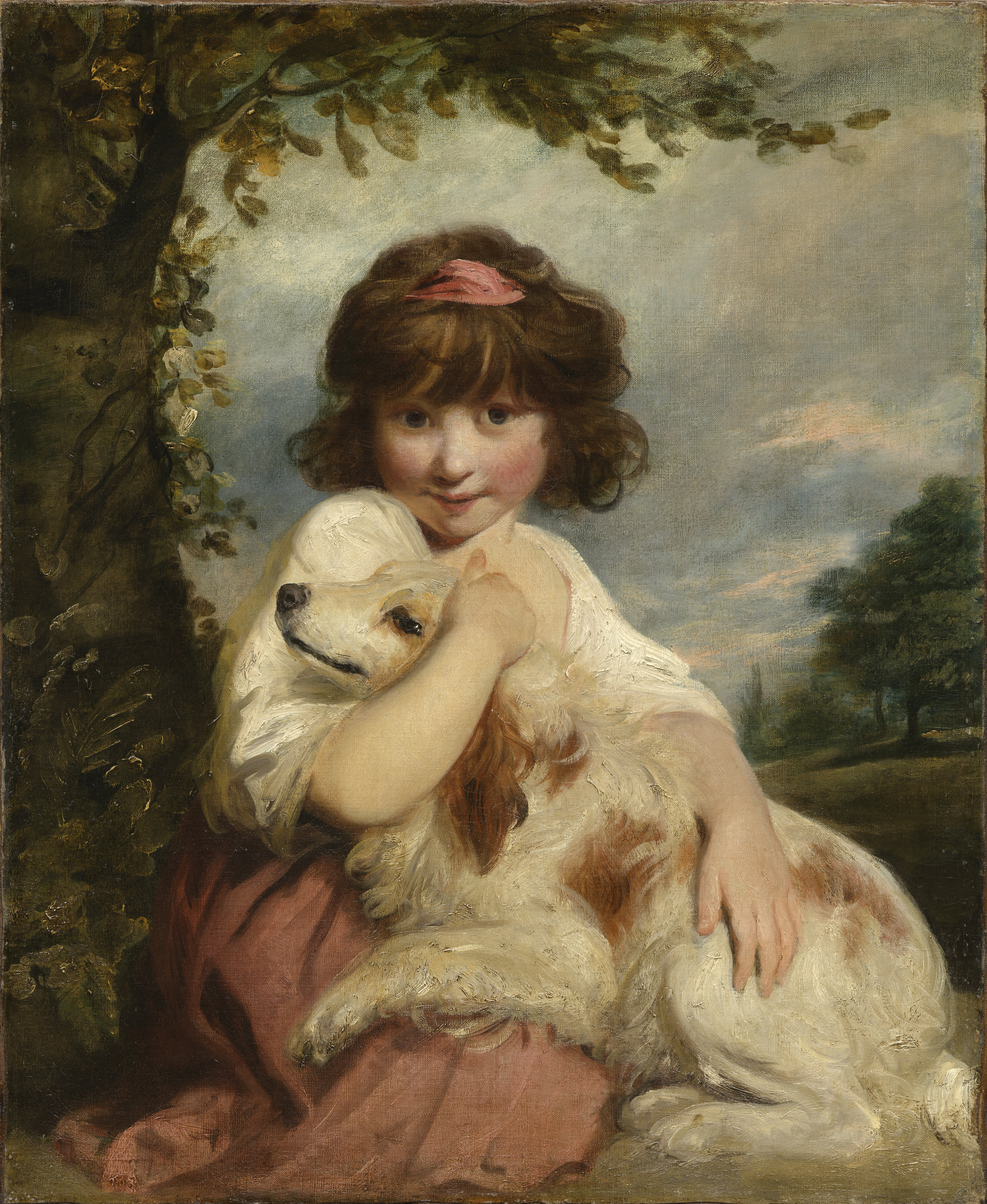
Joshua Reynolds: Retrato de uma menina e seu cão, 1780, imagem da sensibilidade rococó

Durante o Rococó, na Inglaterra, onde em 1768 foi fundada a Royal Academy, a ortodoxia da academia barroca francesa sofreu uma das primeiras tentativas consistentes de adaptação aos novos tempos e a outros contextos, através da atuação de Joshua Reynolds, chamado por Denis & Trodd de "o sintetizador acadêmico arquetípico". Para Reynolds o propósito da arte ia além da busca obsessiva por unidades e estruturas clássicas, procurando em vez dar ao produto uma visualidade de ênfase mais material, mais corpórea. Em seu IX Discurso, de 1780, escreveu:
"A arte que professamos tem beleza por causa de seu objeto, que é nosso dever descobrir e expressar; mas a beleza que buscamos é geral e intelectual, é uma ideia que subsiste apenas na mente; o olho nunca a viu, nem a mão a retratou: é uma ideia que reside no coração do artista, a qual ele está sempre laborando por expressar, mas morre sem conseguir fazê-lo".
Abria-se assim uma fenda no sistema conceitual monoliticamente afirmativo da academia barroca e se introduzia a possibilidade de questionamento do próprio sistema, mas por outro lado se sugeria uma fluidificação adaptativa na ideologia dominante e a perspectiva de uma diversificação de abordagens e valores, elementos que ao longo do século XIX formaram uma linguagem acadêmica eclética. Apesar da importância de sua tentativa de atualizar o academicismo e de seu papel na história das academias como um dos últimos grandes teóricos na antiga tradição, o sucesso de seus discursos foi ambíguo, pois se ora se mostrava disposto a aceitar inovações, em outros momentos mostrou-se rígido e dogmático, e várias vezes evidenciou estar desatualizado em relação ao próprio contexto onde trabalhava, pois o mercado de arte de então pouco caso fazia da pintura histórica que ele defendia com tanto vigor.
Contudo, a influência da Royal Academy cresceu, à medida que se consolidava sua associação com o Estado. Na primeira metade do século XIX, a Royal Academy já exercia um controle direto ou indireto sobre uma vasta rede de galerias, museus, exposições e outras sociedades artísticas, e sobre um complexo de agências administrativas que incluía a Coroa, o parlamento e outros departamentos estatais, que encontravam sua expressão cultural através de suas relações com a instituição acadêmica. Mas não somente sobre as Ilhas Britânicas a Royal Academy exerceu um poder dominante, também teve um papel fundamental orientando a produção artística dos Estados Unidos e do Canadá, exercendo influência também na Índia e outras possessões britânicas quando o império se expandiu. À medida que o século avançava, começaram a surgir contestações a essa primazia, exigindo que se clarificasse suas relações com o governo, e a instituição passou a prestar mais atenção a aspectos de mercado numa sociedade que se tornava mais heterogênea e cultivava tendências estéticas múltiplas. Também foram abertas escolas subsidiárias em várias cidades para atender a demandas regionais. Em meados do século XIX a Royal Academy já havia perdido o controle sobre a produção artística britânica, confrontada com a multiplicação de criadores e associações independentes, mas continuava, enfrentando tensões internas, a tentar preservá-lo. Em torno de 1860 estava novamente estabilizada através de novas estratégias de monopolização do poder, incorporando novas tendências para dentro de sua órbita, tais como promovendo a antes ignorada técnica da aquarela, que se tornara vastamente popular, aceitando a admissão de mulheres, exigindo de novos membros num quadro ampliado que renunciassem à sua filiação a outras sociedades e reformando sua estrutura administrativa para aparecer como uma instituição privada, mas imbuída de um objetivo cívico e um caráter público. Desta forma, conseguiu administrar expressiva parte do universo artístico britânico ao longo de todo o século XIX, e a despeito da oposição de sociedades e grupos de artistas como os Pré-Rafaelitas, conseguiu continuar sendo uma agência disciplinadora, educativa e consagradora da maior importância, capaz de acompanhar em boa medida o progresso do modernismo, contradizendo uma visão comum de que as academias são invariavelmente reacionárias.

#### Estados Unidos
Como foi mencionado, a influência da Royal Academy se estendeu através do oceano e determinou fortemente a fundação e condução da arte norte-americana desde fins do século XVIII até meados do século XIX, quando o país começou a estabelecer sua independência cultural. Alguns dos principais artistas locais estudaram em Londres sob a orientação da Royal Academy e outros, que se radicaram na Inglaterra, continuaram a exercer influência em seu país natal através do envio regular de obras de arte. Foi o caso de John Singleton Copley, a influência dominante em seu país até o início do século XIX, e também o de Benjamin West, que se tornou um dos líderes do movimento neoclássico-romântico inglês e um dos principais nomes europeus em sua geração no campo da pintura histórica. Fez diversos discípulos conterrâneos, como Charles Willson Peale, Gilbert Stuart e John Trumbull, todos grandes artistas, e sua influência foi similar à de Copley para a pintura norte-americana.

Albert Bierstadt: Entre as montanhas da Sierra Nevada, a paisagem como celebração patriótica

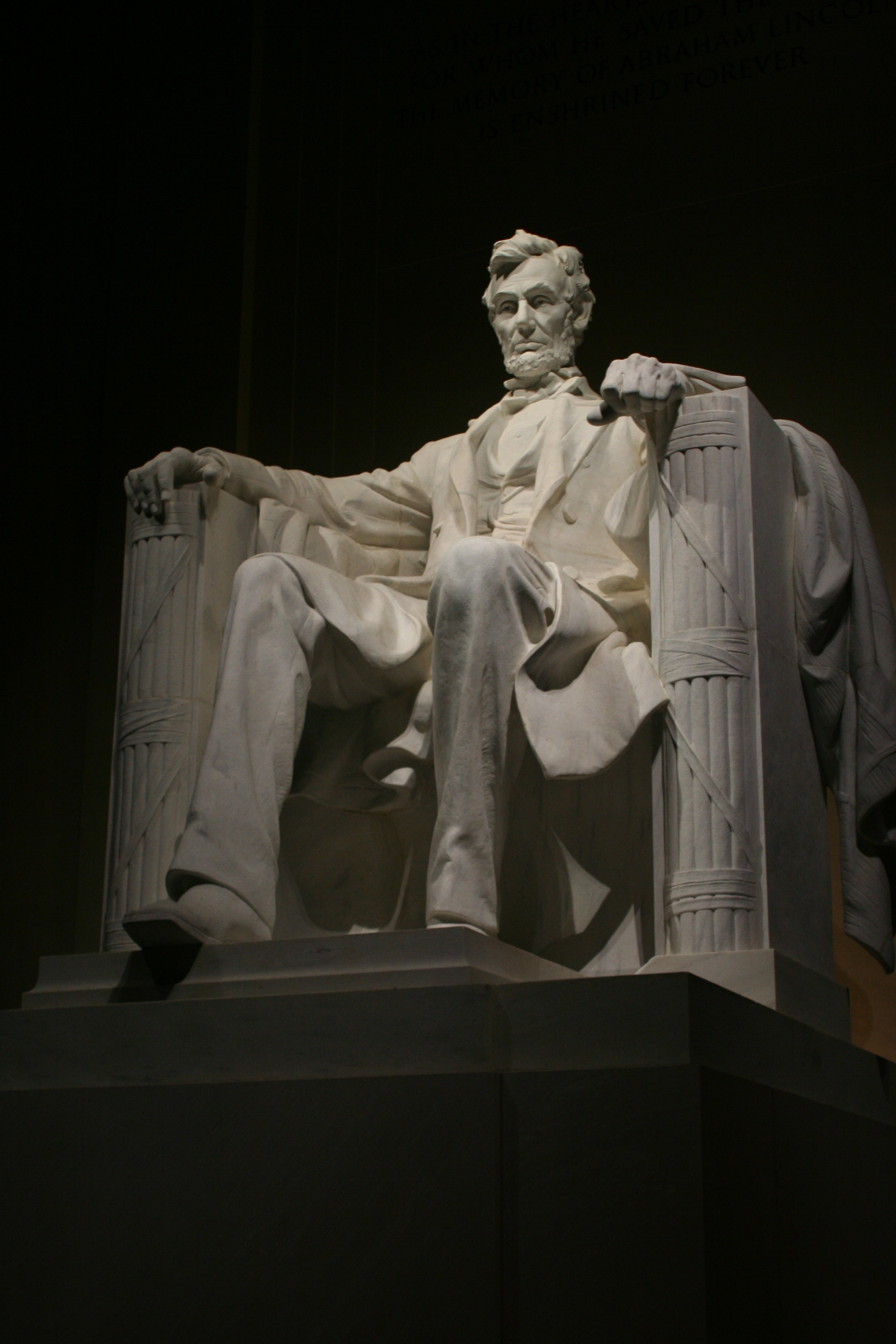
Daniel Chester French: Abraham Lincoln, 1920, um ícone da cultura norte-americana

A primeira academia a ser criada nos Estados Unidos foi a Academia de Belas Artes da Pensilvânia, fundada em 1805 e até hoje em atividade. A iniciativa partiu do pintor Charles Peale e do escultor William Rush, junto com outros artistas e comerciantes. Seu progresso foi lento, e seu apogeu só foi atingido no final do século XIX, quando passou a receber importante suporte financeiro, abriu uma galeria e formou um acervo próprio, tornando-se um bastião anti-modernista. O passo mais decisivo para a formação de uma cultura acadêmica norte-americana foi dado na fundação da Academia Nacional de Desenho em 1826, por Samuel F. B. Morse, Asher B. Durand, Thomas Cole e outros descontentes com a orientação da academia da Pensilvânia. Cedo se tornou a instituição artística mais respeitada do país. Seu método seguia o molde acadêmico tradicional, centrando sua atenção no desenho a partir de modelos clássicos e do modelo vivo, além de oferecer palestras sobre anatomia, perspectiva, história e mitologia, entre outros temas. Cole e Durand foram também os fundadores da Escola do Rio Hudson, um movimento estético que iniciou uma grande tradição de pintura, vigorando por três gerações com notável unidade de princípios, e que apresentava a paisagem sob um viés épico, idealista e às vezes fantasioso. Entre seus integrantes se destacaram sobremaneira Albert Bierstadt e Frederic Edwin Church, os mais celebrizados pintores de sua geração nos Estados Unidos. A Escola do Rio Hudson, cujos princípios enfatizavam o bom preparo profissional do artista, foi o movimento artístico que mais repercutiu sobre o público dos Estados Unidos no século XIX, e a originalidade de sua concepção panorâmica do paisagismo não teve rival na Europa. Seus artistas estavam imbuídos de uma missão patriótica e quase religiosa na representação da paisagem nacional, e o grande conjunto de obras que produziu se tornou emblemático da identidade norte-americana e de uma relação positiva e harmoniosa com a natureza. O imaginário criado pela Escola foi apontando como um dos precursores da estética do cinema cristão do século XX, tem se tornado um modelo de representação da paisagem imitado por uma quantidade de outros pintores e fotógrafos modernos, é reproduzido incontáveis vezes em livros, cartões-postais e outras publicações, e hoje é parte integral do chamado "sonho americano".
No campo da escultura, porém, a influência maior veio das academias italianas, especialmente através do exemplo de Antonio Canova, que foi a principal figura do neoclassicismo europeu, educado em parte na Academia de Veneza e em Roma. A Itália oferecia todo um pano de fundo histórico e cultural de irresistível interesse para os escultores, o ambiente era dinamizado pela existência de monumentos, ruínas e acervos inestimáveis, e as condições de trabalho eram infinitamente superiores do que as do Novo Mundo, onde escasseavam tanto o mármore como assistentes capazes para auxiliarem o artista na complexa e laboriosa arte de esculpir na pedra e fundir em bronze. Horatio Greenough foi apenas o primeiro de uma grande leva de norte-americanos a se fixarem entre Roma e Florença. O mais notável deles foi William Wetmore Story, que depois de 1857 assumiu a liderança da verdadeira colônia norte-americana que se havia criado em Roma, sendo uma referência para todos os recém-chegados. Apesar de sua permanência na Itália, o grupo continuou a ser celebrado em seu país, e suas conquistas artísticas recebiam contínua cobertura pela imprensa até a voga neoclássica se dissipar na América do Norte a partir da década de 1870. A esta altura os Estados Unidos já haviam sedimentado sua cultura e criado condições gerais para impulsionar uma produção escultórica local consistente e de alto nível, adotando uma eclética síntese de estilos. Tais escultores também absorveram de forma marcante a influência da academia parisiense, vários deles foram educados lá, e a sua produção povoou a maior parte dos espaços públicos e das fachadas de grandes edifícios norte-americanos em sua geração, com obras de forte inspiração cívica e grande formalismo que se tornaram ícones da cultura local, como a estátua de Abraham Lincoln de Daniel Chester French e o memorial de Robert Gould Shaw, criado por Augustus Saint-Gaudens.
Em 1875 a posição de principal academia de arte norte-americana foi tomada pela Art Students League, fundada por estudantes inspirados no modelo da Escola de Belas Artes de Paris, estabelecendo as linhas para o ensino artístico nacional até a II Guerra Mundial, abrindo suas classes também para mulheres. Segundo Scott & Rutkoff, oferecendo condições de trabalho melhores do que seu modelo parisiense, a League foi criada por artistas que viam no ambiente acadêmico francês um apelo de cultura e civilização e acreditavam que este modelo disciplinaria o impulso democrático nacional, transcendendo regionalismos e diferenças sociais, refinaria o gosto dos capitalistas e contribuiria para elevar a sociedade e aprimorar sua cultura.
O declínio do academicismo norte-americano começou com a penetração da influência da Escola de Barbizon, ligada ao impressionismo. Em torno da década de 1880, quando o impressionismo europeu começava a perder seus traços mais radicais, o estilo começou gradualmente a ser apreciado por colecionadores norte-americanos, e jovens talentos nativos passaram a buscar inspiração nesta tendência, que perdurou mais ou menos viva até os anos 1920. Uma penetração mais intensa do modernismo nos Estados Unidos só aconteceu na virada para o século XX, quando a obra de Picasso e Matisse começou a ser divulgada ali, na mesma altura em que jovens artistas negros passaram a explorar as qualidades formais da arte africana, formando um movimento específico. Parte desse processo se deveu à consolidação de uma cultura urbana tipicamente local, amparada no rápido desenvolvimento econômico do país, que trouxe também uma série de outros valores culturais e sociais, novas formas de entretenimento e novos temas para a arte, bem distantes do ideal acadêmico, trabalhados em uma abordagem realista, como os bairros pobres com suas prostitutas e bêbados, cenários industriais, docas portuárias e cenas do cotidiano urbano, temática que foi a preferida da chamada Ashcan School.

#### Índia

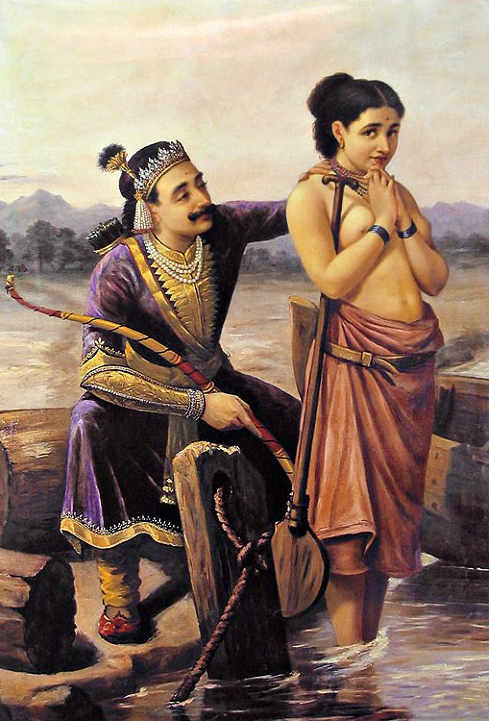
Ravi Varma: Shantanu e Satyavati, 1890, temática nativa em uma abordagem ocidental

O caso da Índia reflete o predomínio cultural dos países europeus sobre colônias que possuíam já uma antiga tradição artística própria. Depois de ser introduzida na Índia no século XVI, a arte ocidental começou a ganhar força no fim do século XVIII. Em 1798 foi fundada a primeira escola de arte em Pune, para dar assistência a artistas ingleses visitantes, mas teve existência modesta e efêmera. Antes principalmente dedicada a temas sagrados, a arte indiana começou a se secularizar, como prova o crescente interesse no retrato, mas ainda assim muitos traços típicos da arte local se mantinham visíveis nessa nova produção. No início do século XIX foi fundada a primeira academia importante, o Liceu de Calcutá, dedicado às artes e ciências e oferecendo palestras teóricas, aulas práticas e organizando exposições. Em seguida outras escolas começaram a ser fundadas em vários locais, inspiradas na Royal Academy de Londres, sendo influentes as de Madras e Bombaim. Em meados do século XIX a Inglaterra vitoriana iniciou sua conquista e desencadeou um processo de reprodução em larga escala de sua cultura no país dominado. Com isso todo o sistema de arte local sofreu profunda mudança, apoiada pela elite indiana. Foram fundadas novas instituições e algumas das primeiras academias passaram a ser subvencionadas pelo Estado britânico. Significados e funções foram substituídos, artistas protegidos por ricos mecenas assumiram o lugar dos artesãos tradicionais e o status dos artistas na sociedade se alterou, adquirindo contornos encontrados tipicamente no romantismo europeu. O discurso dos próprios indianos empregados nas instituições de ensino espelhava fielmente princípios europeus, estimulando valores morais ocidentais e pregando um tipo de preparo técnico até então desconhecido ali. Por volta do fim do século XIX os grandes príncipes locais já adquiriam coleções de arte europeia, e, ainda que a temática praticada localmente fosse em boa parte nativa - o que era estimulado pela elite britânica - em termos de estilo e técnica muito da arte indiana já estava claramente ocidentalizada, re-hierarquizada e elitizada. O mais conhecido representante do academicismo indiano foi Ravi Varma.
No início do século XX, contudo, com a fermentação do movimento nacionalista, a primazia do modelo europeu começou a ser contestada, ganhando força com a atuação de críticos como Ordhendra Gangoly e Ananda Coomaraswamy, que defendiam uma arte inteiramente baseada nas tradições locais. Embora tenham levantado uma questão importante para o nacionalismo indiano, essa postura foi criticada por outros como ignorante dos fatos históricos e falsa por desejar recriar uma tradição que viam como extinta. A cena artística se dividiu radicalmente entre tradicionalistas e ocidentalistas, e a polêmica serviu como uma das forças para se fundar um modernismo indiano e para institucionalizar todo o sistema de arte sobre novas bases, mas os padrões acadêmicos ocidentais continuaram a exercer considerável influência na arte local ao longo de todo o século XX.

#### Alemanha

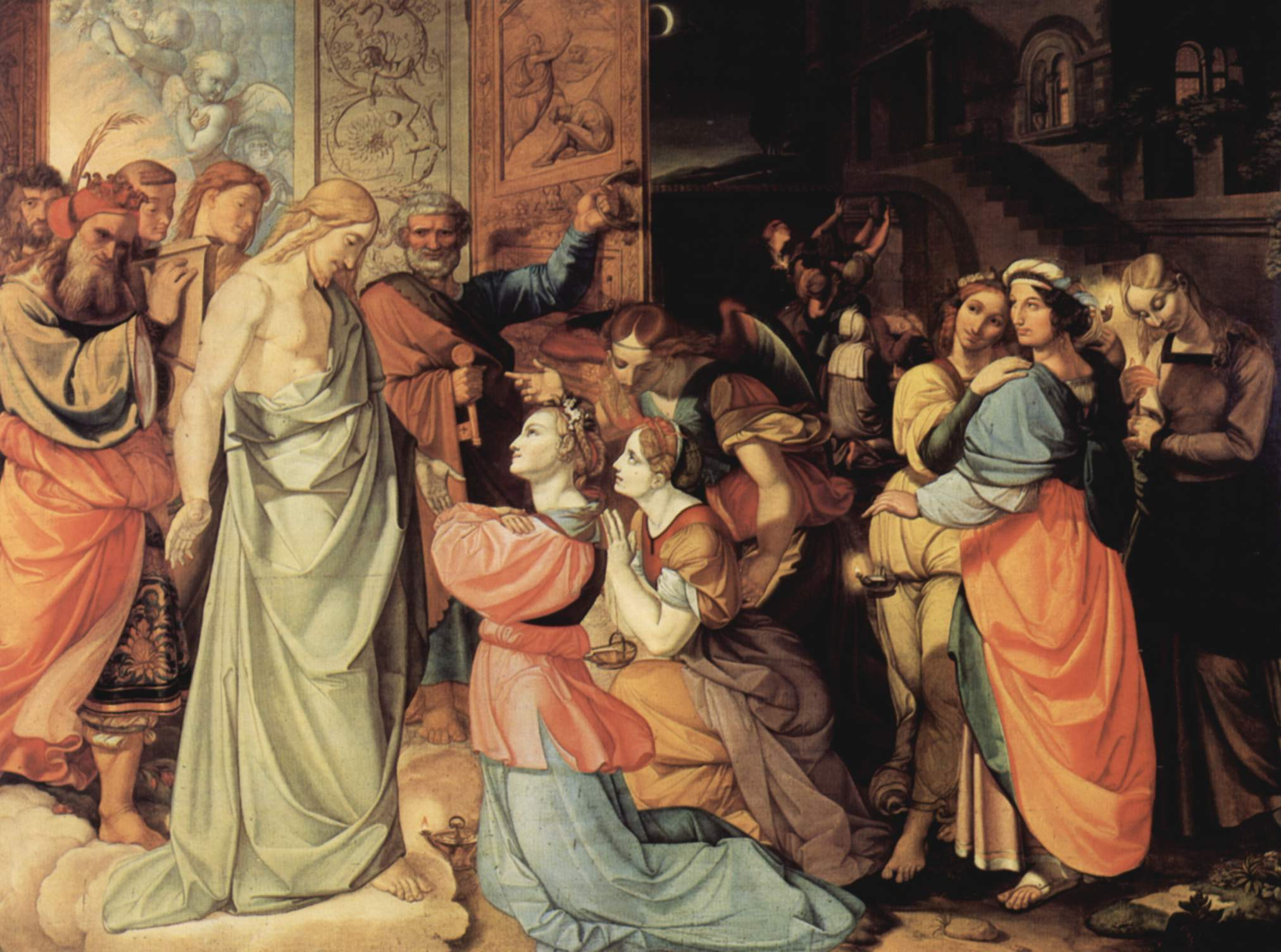
Peter von Cornelius, do grupo dos Nazarenos: A parábola das virgens sábias e das virgens tolas, c. 1813, revertendo a padrões renascentistas

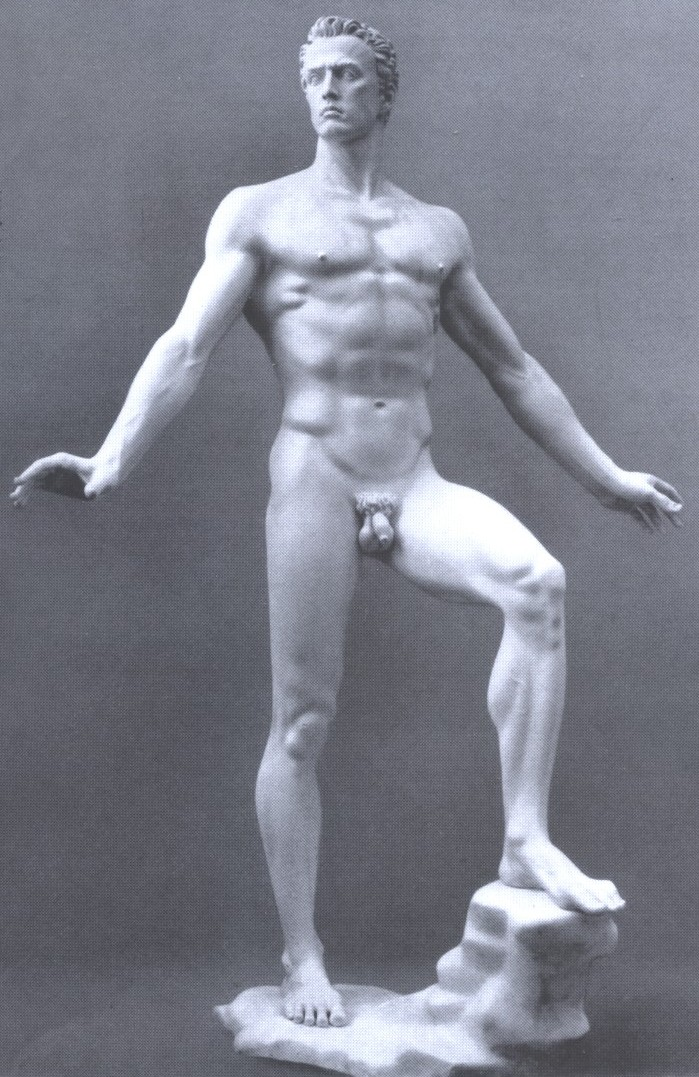
Arno Breker: Der Sieger, 1939. Arte patrocinada pelo nazismo

Na Alemanha o espírito acadêmico encontrou inicialmente alguma resistência para sua plena implantação. No fim do século XVIII teóricos como Baumgarten, Schiller e Kant impulsionaram a autonomia da Estética através do conceito da arte pela arte, e enfatizaram a importância da auto-educação do artista, contra a massificação imposta pela civilização e suas instituições, vendo a estrutura coletivizante e impessoal da academia como uma ameaça aos seus desejos de liberdade criativa, inspiração individualista e absoluta originalidade. Nessa linha, a crítica de arte começava a se tingir de cores marcadamente sociológicas. Parte dessa reação se deveu à atividade dos Nazarenos, um grupo de pintores que buscava um retorno a um estilo renascentista e a práticas medievais dentro de um espírito de austeridade e fraternidade. Por sua influência foram introduzidas masterclasses -paradoxalmente dentro das próprias academias - que procuraram agrupar estudantes promissores em torno de um mestre, que ficava responsabilizado por sua instrução, mas com muito mais atenção concentrada e cuidado do que no sistema mais generalista francês, baseados no pressuposto de que tal tratamento mais individualizado poderia fornecer uma educação mais sólida e mais profunda. Este método foi instituído primeiro na academia de Dusseldorf e progrediu lentamente, mas ao longo do século XIX se tornou comum a todas as academias alemãs, sendo imitado também em outros países do norte da Europa. Pevsner disse que esta foi a inovação mais importante na história das academias durante aquele século, mas admitiu que o projeto foi mais brilhante do que o seu resultado  prático, conduzindo a uma melhoria apenas modesta na educação artística germânica. Possivelmente porque permitiu um controle ainda maior do mestre sobre os discípulos, acompanhando uma tendência à regularização estrita de todas as disciplinas do conhecimento e do funcionamento da sociedade, abandonando com o tempo o altruísmo idealista que fora seu móvel propulsor inicial e objetivando a repressão de qualquer filosofia potencialmente subversiva. Resultados interessantes das masterclasses foram o início de uma tradição de pintura mural em grandes proporções e a condução das vanguardas locais dentro de linhas menos iconoclastas do que as parisienses.
A partir da década de 1890, quando nasceram os movimentos secessionistas em Berlim, Viena e Munique, até o início da II Guerra Mundial, quando Hitler condenou o modernismo como "arte degenerada", as artes visuais alemãs se caracterizaram, segundo West, por uma ambivalência e uma tensão relacionadas ao que se percebia como a sua missão cultural. Paris foi, neste período, a referência principal, mas um romantismo idealista tipicamente germânico continuou influente até dentro do século XX, cultivado até por modernos como os expressionistas dos grupos Der Blaue Reiter e Die Brücke. O principal objetivo do sistema de arte de então foi encontrar uma fórmula unificadora entre as várias regiões alemãs, que historicamente haviam mantido elevado grau de autonomia. O impulso unificador se tornou mais acentuado com a uniformização do idioma e a padronização do ensino, e nesse sentido as academias desempenharam um papel nivelador e aglutinador importante, ainda mais quando as academias regionais do século XIX foram substituídas no século XX por instituições nacionais mais eficientes. O outro lado deste processo foi o surgimento de vários movimentos modernistas que abriram novos fóruns de debate, alternativos ao sistema acadêmico, e de várias escolas de arte privadas, também adotando metodologias diferentes e visando uma internacionalização de estéticas e práticas. Com isso se formou um novo mercado para a arte moderna, e Berlim, por volta de 1914, se organizara como o maior centro de irradiação do modernismo para todo o mundo germânico. A despeito da propaganda da unidade, divulgada maciçamente pela imprensa e pelas instituições, como todos os países jovens, a Alemanha nesta época era de fato um híbrido de correntes em conflito, algumas advogando a tradição e outras a renovação, num enfrentamento que se perpetuou ao longo de toda a primeira metade do século XX. Quando Hitler - que em sua juventude havia tentado sem sucesso seguir uma carreira como pintor acadêmico - subiu ao poder, o multiforme Modernismo alemão foi suprimido, e em seu lugar foi oficialmente reinstalada uma estética uniformizadora classicista derivada do Academicismo, destinada a cumprir uma missão política e social de propaganda do nazismo e de glorificação da etnia ariana e da nação alemã, gerenciada por uma burocracia rígida, repressiva e centralizadora.

#### Brasil
O academicismo organizou todo o sistema de arte no Brasil do início do século XIX até o início do século XX, diretamente inspirado nos princípios da academia francesa. Nasceu com a Escola Real de Ciências, Artes e Ofícios fundada por Dom João VI em 1816 por incentivo da Missão Artística Francesa, no período de vigência do neoclassicismo, estilo do qual foi um dos principais motores de difusão, determinando a gradual supressão da escola barroca que ainda era forte nesta época. Depois absorveu estéticas românticas, realistas, simbolistas e outras que deram o tom à virada do século XIX para o XX, expurgando delas o que não se enquadrasse na formalidade da Academia. A fórmula proposta por Joachim Lebreton, líder da Missão, era abrangente, e orientou o funcionamento prático da Escola Real, reorganizada pouco mais tarde como Academia Imperial de Belas Artes, ao longo de toda sua existência, inspirando a criação de cursos semelhantes em outras regiões brasileiras. Aquela fórmula, porém, nunca pôde ser implementada em sua completude na Academia Imperial, tanto por constantes disputas internas como pela perene carência de recursos materiais e humanos, além de na época o mercado de arte ser extremamente limitado. Na segunda metade do século XIX, através do mecenato de Dom Pedro II, o sistema acadêmico atingiu o seu auge, quando a estrutura administrativa e o ensino se estabilizaram, uma sucessão de alunos e mestres notáveis frequentaram as classes e a cena artística passou a contar com a crescente e dinâmica participação de artistas estrangeiros, que muitas vezes vinham já com a bagagem de estudos completos em academias europeias e contribuíam dando aulas. Seguindo o exemplo da academia francesa, no Brasil também foram instituídos, a partir de 1845, os prêmios de viagem ao exterior para o aperfeiçoamento na técnica e ampliação dos horizontes culturais gerais dos alunos mais destacados, experiência considerada fundamental para a completude do processo de educação acadêmica.

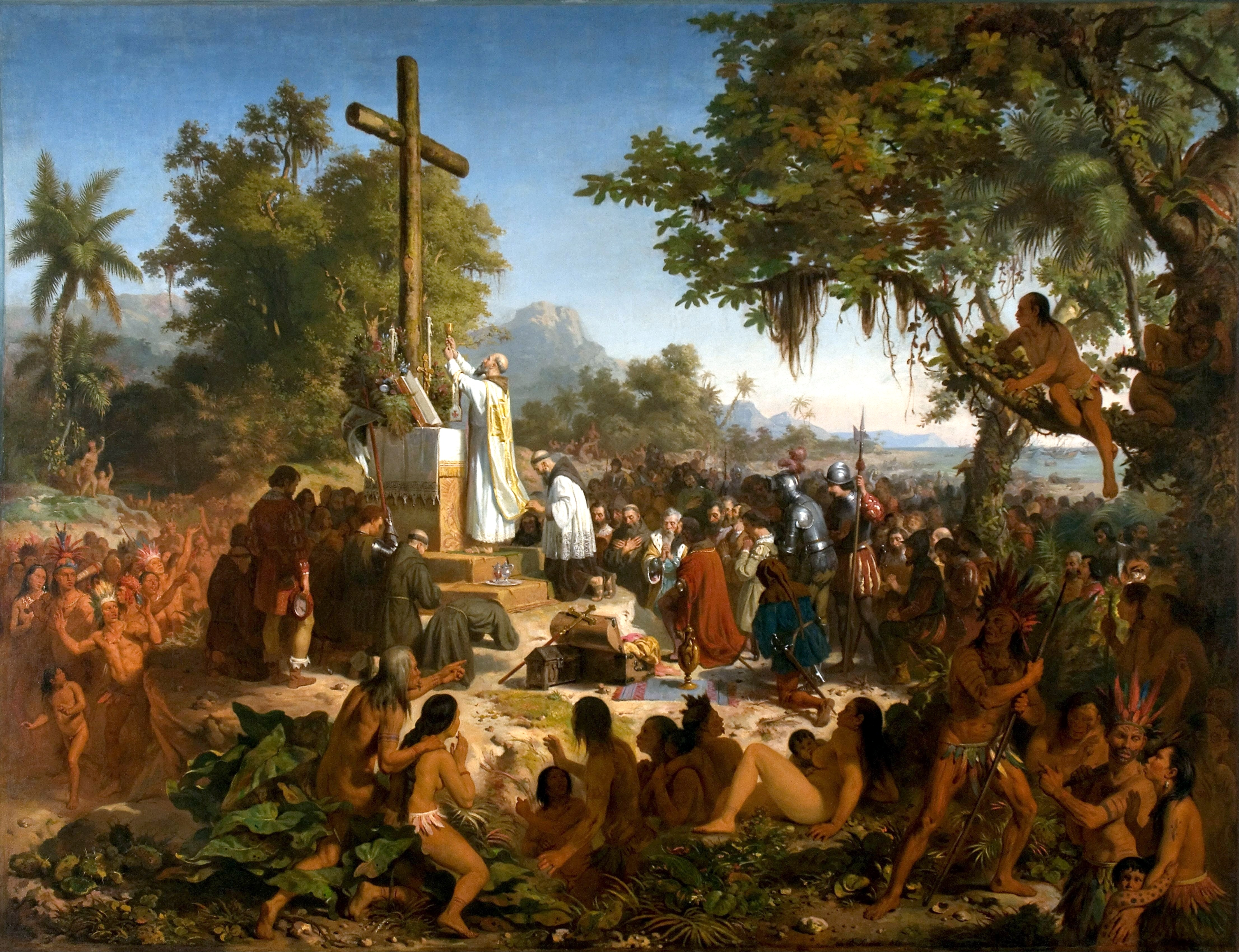
Victor Meirelles: A primeira missa no Brasil, 1861, construindo a visualidade do passado como símbolo de identidade de uma jovem nação

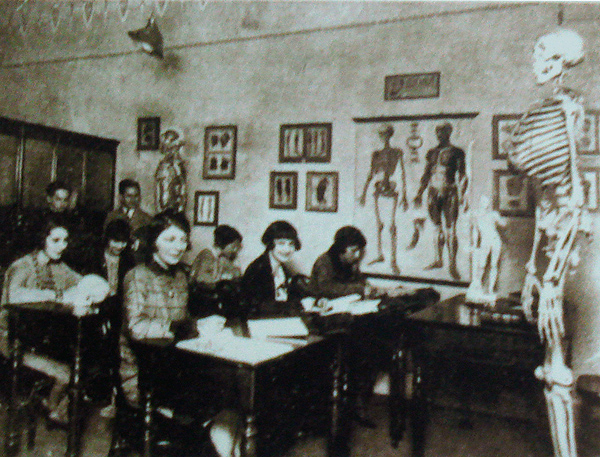
Aula de anatomia no Instituto de Artes da UFRGS, 1928

A estreita ligação da arte acadêmica brasileira com o poder constituído fez do academicismo nacional um ato político, como um laboratório para a formulação de importantes símbolos da identidade nacional e uma vitrine para a sua divulgação. Essa arte, além de patentear a ilustração das elites e auxiliar na educação do povo, funcionava como um instrumento ideológico e um cartão de visitas para a inserção do Brasil numa ordem capitalista internacional. O seu tempo de vigência foi um dos mais ricos, complexos e interessantes da história da arte brasileira, e seu legado permanece significante até os dias de hoje para a cultura nacional. A pintura sempre foi o campo artístico mais movimentado e florescente durante o academicismo brasileiro, produzindo grandes nomes como Victor Meirelles, Pedro Américo, Rodolfo Amoedo e Almeida Júnior. Na estatuária, Rodolpho Bernardelli ofuscou todos os demais em sua geração. A arquitetura permaneceu sempre em segundo plano, mas a intensa atuação do francês Grandjean de Montigny desde o início, e depois a de seus alunos, como Joaquim Cândido Guilhobel e José Maria Jacinto Rebelo, renovou a paisagem urbana do período. O projeto do prédio da Academia Imperial, de Grandjean, foi talvez o protótipo oficial da edificação neoclássica no Brasil. A música, que deveria constar no programa de Lebreton, não foi oferecida pela AIBA de início, e o academicismo nas artes musicais do Brasil encontrou meios de cultivo em outra instituição, o Conservatório do Rio de Janeiro, fundado por Francisco Manuel da Silva em 1841, mas cujo funcionamento foi em tudo modesto.
O reduzido e provinciano mercado consumidor da arte acadêmica foi inicialmente o próprio Estado e a família imperial, conforme reconheceu Araújo Porto-alegre em 1854. Entretanto, entre 1870 e 1880 se notou uma expansão na circulação de obras entre o restante da nobreza e a burguesia abastada, a partir da popularização de obras cuja temática era despolitizada, como as paisagens, as cenas de gênero, os retratos e as naturezas-mortas, e da abertura da primeira galeria comercial de arte em 1875, no Rio de Janeiro. Outro estímulo foi a crescente especialização da crítica de arte, onde pontificava Gonzaga Duque, e sua divulgação em revistas e jornais de grande circulação, que contribuíam para a educação de maiores parcelas do público e também para iniciar o ataque ao academicismo brasileiro, considerado por Duque e também por Angelo Agostini, outro crítico influente, como anêmico, retrógrado e servil a modelos estrangeiros. Nesse momento polêmico, quando parte da crítica se movimentava pela renovação do sistema artístico nacional, o Salão de 1879 da Academia Imperial se tornou um marco. Nele se expuseram duas importantes obras acadêmicas, a Batalha do Avaí, de Pedro Américo e a Batalha dos Guararapes, de Victor Meirelles, com um sucesso de público simplesmente estrondoso, atraindo praticamente toda a população do Rio de Janeiro e desencadeando um debate público sobre arte e nacionalismo que ficaria aceso por meses a fio. Quando se reformulou o ensino superior do Brasil, a sucessora republicana da Academia Imperial, a Escola Nacional de Belas Artes, foi em 1931 absorvida pela UFRJ, significando o fim de um sistema e o início de um outro, passando a ser introduzidos os valores do modernismo, que desde a Semana de Arte Moderna de 1922 se tornara um movimento de grande repercussão especialmente entre a elite intelectual paulista, então a mais sintonizada aos acontecimentos recentes da arte internacional. Mas segundo Biasoli e Amaral, no Brasil o modernismo até meados do século XX permaneceu circulando em ambientes relativamente limitados e sem uma expressão generalizada, persistindo por todo este período a herança do século XIX.

## Ocaso, continuidade e recuperação

### A ascensão do modernismo
Muitos autores concordam que o nascimento do modernismo pode ser descrito como o fim dos valores coletivos e a negação da arte como essencialmente um veículo de princípios morais. É fato que obras moralizantes e históricas continuaram a ser produzidas ao longo de todo o século XIX, mas com um impacto todo diverso, quando no período vitoriano moralidade passou a significar acima de tudo castidade. O modernismo também tem sido descrito como responsável por um processo de pulverização das hierarquias e pelo início do reinado do individualismo e da subjetividade em arte, de uma forma muito mais profunda do que já havia sido sugerido pelos românticos ou mesmo pelos maneiristas muito antes, criando uma multiplicidade de estéticas pessoais que não se consolidaram numa linguagem comum e uniformizada, com escassa ou nenhuma preocupação de inserir a produção em um sistema organizado ou de criar uma arte socialmente engajada. Há que os acuse até de terem praticado uma versão própria da ditadura elitista que condenavam nos acadêmicos.
Depois da afirmação modernista como estética predominante, tornou-se um lugar-comum identificar o academicismo como uma força negativa, associada com a mecanização da cultura e a autoridade repressora das instituições, enquanto que as vanguardas eram chamadas de heróicas, lutando supostamente contra os agentes da banalidade e do conformismo, contra uma arte institucionalmente poderosa mas empobrecida esteticamente. Em parte ligada ao nascimento da crítica social daquela época, que procurava articular as transformações sociais e econômicas em curso, a rejeição do academicismo gerou um choque cultural que se estendeu por várias décadas e levantou um dos mais acirrados debates públicos da história da Estética e da crítica de arte, repercutindo igualmente na forma como se construiu a história da arte e a museologia no século XX.

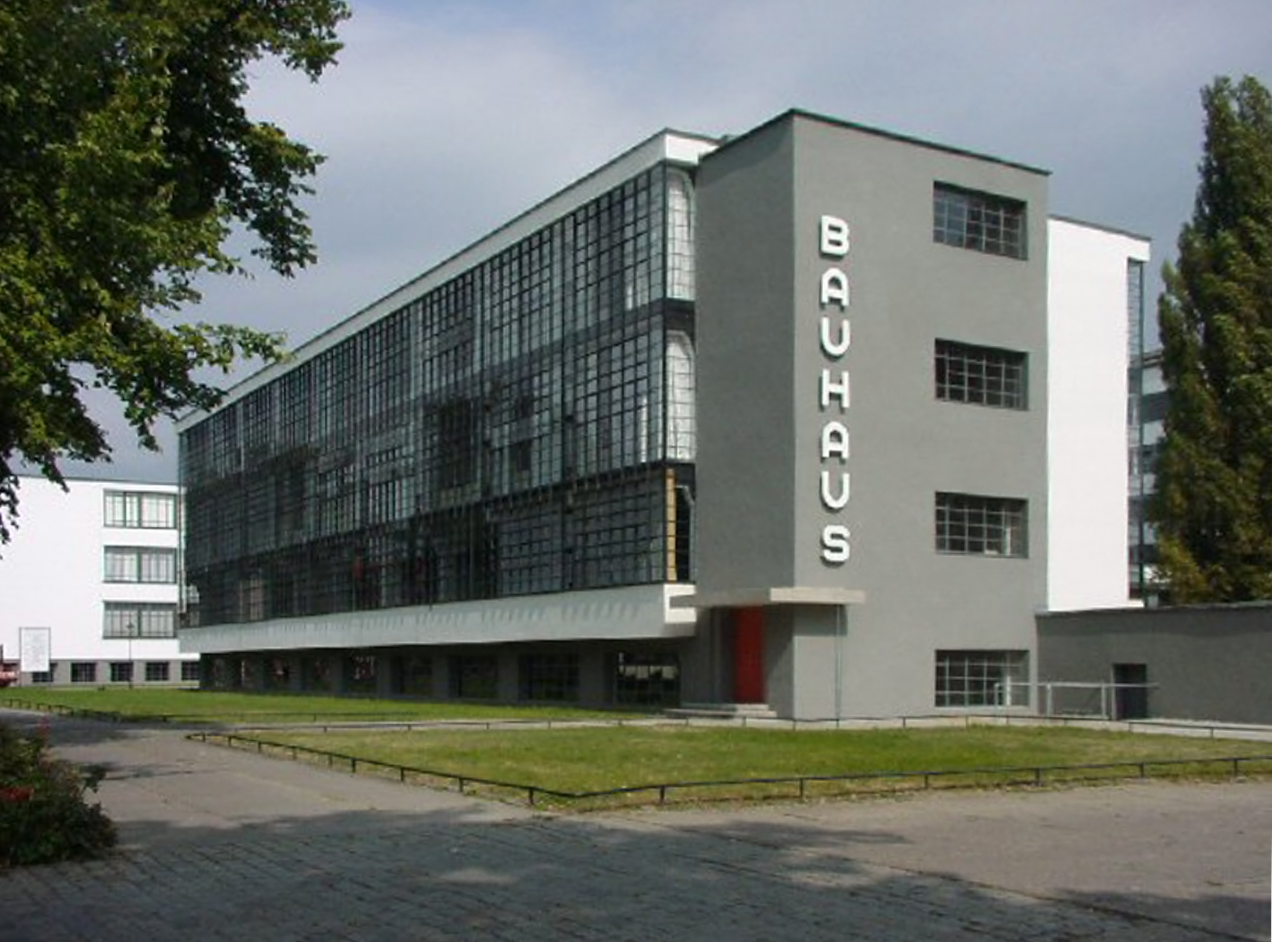
O prédio da Bauhaus

Clive Bell, ligado ao Grupo de Bloomsbury do modernismo inglês, afirmou em 1914 que em meados do século XIX a arte morrera, perdendo todo o seu interesse estético, e até mesmo a tradição deixara de existir; o crítico norte-americano Clement Greenberg em 1939 disse que toda arte acadêmica é kitsch, no sentido de banal, comercialista, e tentou associar o academicismo com os problemas do capitalismo industrial, além de ligar um novo conceito de "bom gosto" com a ética do radicalismo político de esquerda, antiburguês. Para ele as vanguardas eram positivas por serem uma expressão afetiva de uma consciência social libertária, e eram por isso mais verdadeiras e mais livres, o que foi repetido ad infinitum depois, seguindo a seguinte lógica: acadêmico = reacionário = mau, versus vanguardista = radical = bom. Vários outros críticos influentes, como Herbert Read e Ernst Gombrich, devotaram grandes esforços para romper com os padrões acadêmicos tradicionais. Em toda a questão do ensino, não apenas no ensino de arte, passou-se a dar grande importância à criatividade como ponto de partida para o processo de aprendizado, pregando-se o abandono de regras e formalismos, e alinhando-se a propostas de educadores e filósofos da educação como Maria Montessori e Jean-Ovide Decroly. Até mesmo vários dos mais importantes artistas modernos, como Kandinsky, Klee, Malevich e Moholy-Nagy, se dedicaram a criar escolas e formular novas teorias para a educação artística a partir dessas ideias, com destaque para a proposta da Bauhaus, fundada em Weimar por Walter Gropius. Para os modernistas, criatividade era uma faculdade inata de percepção e imaginação, possuída por todas as pessoas, e quanto menos influenciada por teorias e normas, mais rica e fértil seria. Nesse contexto, a educação artística objetivava apenas dar os meios para que essa criatividade livre, guiada pelos sentimentos e emoções, pudesse ser expressa materialmente como uma obra de arte, uma forma única e original que possuía sua própria sintaxe e não dependia de referências prévias.
A produção acadêmica maneirista, barroca, rococó e neoclássica conseguiu passar relativamente incólume pela crítica modernista e garantir seu lugar na história, mas o destino das ecléticas correntes acadêmicas da segunda metade do século XIX foi melancólico: ridicularizadas e desvalorizadas a ponto de ao longo do século XX a maior parte dessas obras ser descartada de coleções particulares, ver seus preços de mercado despenharem em queda livre e ser removida de exibição nos museus, relegada ao esquecimento em seus depósitos. Da mesma forma, a arquitetura oitocentista foi intensamente criticada por conta dos excessos ornamentais e da sua pouca clareza, passando a ser privilegiadas a funcionalidade, a economia, a integração entre forma e função e entre exterior e interior, além de se preferir materiais e tecnologias inovadores. Na música o protesto se definiu primeiro como uma reação contra o romantismo, logo surgindo pesquisas para a criação de uma linguagem musical inteiramente nova, cujos principais resultados foram o descarte do sistema tonal e suas hierarquias, a adoção do atonalismo e a subsequente invenção do dodecafonismo, onde todos os sons têm democraticamente igual importância, além do uso de ritmos e estruturas incomuns no universo erudito, muitas vezes derivados do folcore ou de culturas ditas primitivas.
Pela década de 1950 todos os últimos praticantes do antigo academicismo haviam sido jogados na obscuridade. Mais do que isso, a pura oposição aos acadêmicos se tornara uma das principais forças de coesão do movimento moderno, e a única coisa que interessava aos críticos ligados à vanguarda era a própria vanguarda. Considerando que entre as motivações básicas do sistema acadêmico estava criar uma arte socialmente relevante sobre valores considerados universais e perenes, Gilbert Chase resumiu na década de 1960 algumas das questões centrais da polêmica, perguntando:
"Em que ponto a arte se torna mera propaganda? Quanta importância deve ser dada ao componente estético na arte que está preocupada com alcançar significância social? Uma causa política pode ser servida com mais eficiência por uma arte acadêmica ou uma arte que assimilou as inovações técnicas e expressivas de seu próprio tempo? Qual arte é mais valiosa, aquela que retrata os problemas e paixões do momento, e por isso desencadeia uma resposta imediata, ou aquela que procura transmitir para as futuras gerações valores eternos de forma, estilo e expressão?... A maior parte da história das artes visuais desde 1900 poderia ser escrita nos termos dessas questões e das respostas que foram dadas a elas".

### A renovação do modelo acadêmico: fórmulas de compromisso e continuidade
Apesar do grande preconceito que revestiu as academias e que ainda perdura em muitos setores da crítica e entre os produtores, comparando-se a essência da teoria acadêmica com a teoria que informa a produção e educação artística contemporânea e informou até mesmo os modernistas iconoclastas, constata-se que alguns princípios gerais do antigo academicismo permaneceram em vigor ininterruptamente ao longo de todo o século XX, especialmente depois que os modernistas começaram a obter posições de professores dentro das escolas de arte. A permanência é atestada pelos seguintes fatos:

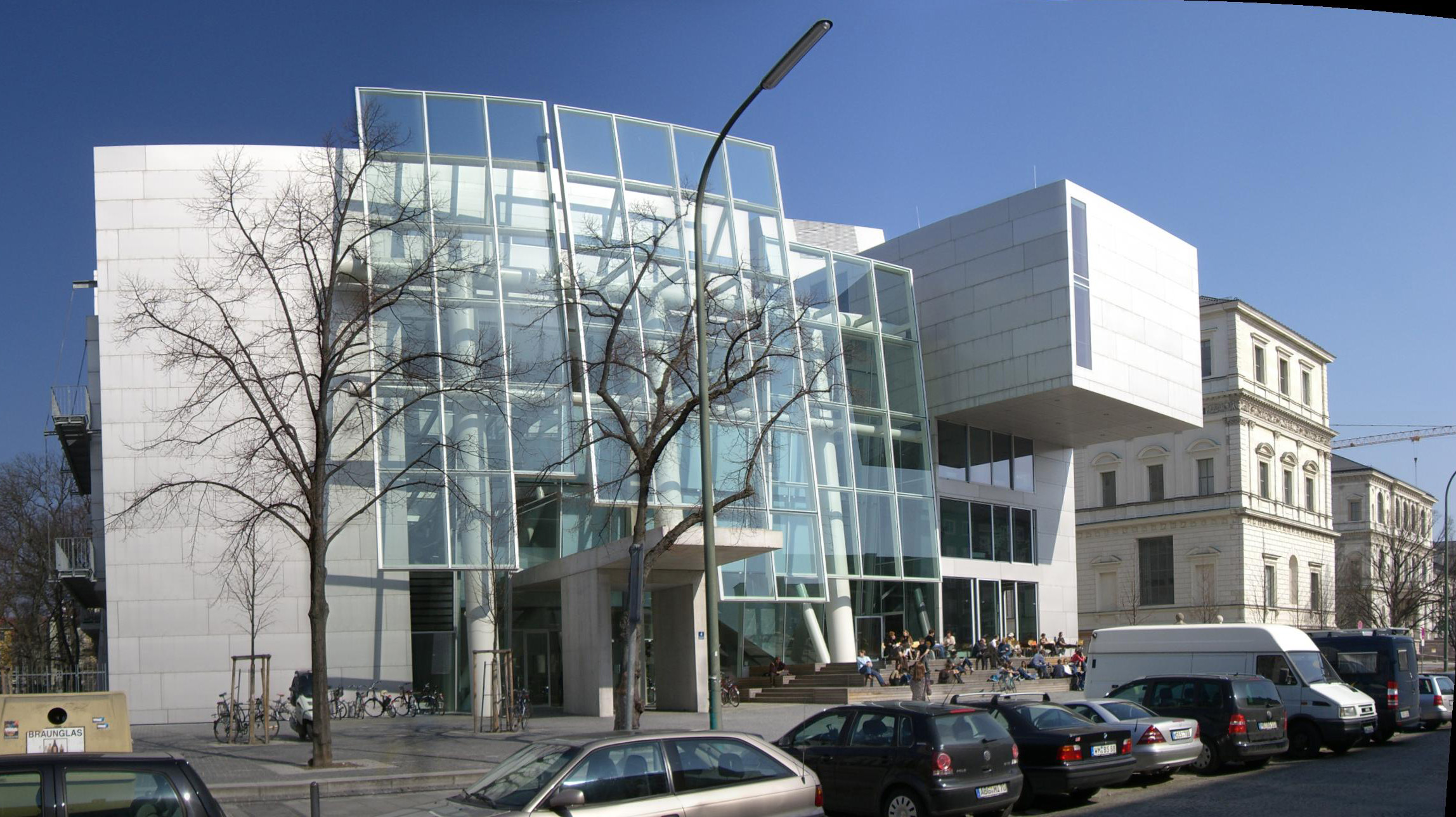
Novo prédio da Academia de Belas Artes de Munique, Alemanha

- Indiferentes às propostas da vanguarda modernista, inúmeras escolas de arte importantes em vários países permaneceram em atividade seguindo um método basicamente tradicional pelo século XX adentro.[138]
- Mesmo a mais arrojada arte contemporânea compartilha com os antigos acadêmicos a ideia de que pelo menos em algum grau a arte pode ser ensinada, e que envolve muito de pesquisa intelectual, e isso é provado pela existência de inumeráveis escolas de arte de nível superior nos dias de hoje.[137]
- A produção contemporânea também se vale de um corpo técnico-conceitual formalizado e sistematizado para sua prática, orientando a obtenção de efeitos artísticos específicos e convencionais como um senso de composição, sombreado, perspectiva.[137]
- A ideia de que a instrução na teoria de arte para a formação de um bom artista é importante permaneceu inabalada, e atualmente tem um prestígio que talvez supera o antigo. O currículo universitário moderno oferece aos estudantes uma vasta bateria de recursos teóricos e os prepara especificamente para o manejo da palavra e da ideia para articulação, justificação e divulgação do seu trabalho prático, incluindo nesse preparo uma série de dados oriundos de disciplinas que os primeiros acadêmicos jamais imaginaram incluir ou sequer vir a existir, como a psicologia, sociologia, antropologia, semiótica, computação, etc. Como disse James Elkins, em comparação com Vasari ou Piero della Francesca, os contemporâneos são "monstros da retórica".[137]
- Grande número dos principais expoentes da arte contemporânea possui um grau universitário, e a admissão de um docente em qualquer escola superior de arte exige dele um grau acadêmico, frequentemente dos mais elevados, como o de doutor. Para a obtenção desses graus, a apresentação de um ensaio teórico diante de uma banca de mestres e críticos é pré-requisito indispensável.[137]
- Toda a vasta produção textual sobre arte que brota atualmente também enfatiza a necessidade de preparo intelectual do praticante e faz constantes referências à autoridade de uma sequência canônica de mestres consagrados como modelos de qualidade, assim como, guardadas as diferenças históricas, faziam os acadêmicos que veneravam os clássicos; nenhum crítico de arte sério hoje em dia, mesmo podendo ignorar os clássicos, negaria a importância do exemplo de uma dinastia recente de modelos consagrados, como Picasso, De Kooning, Warhol e Beuys, que passaram, todos eles, por escolas superiores de arte e servem de inspiração para muitos outros artistas.[137]
- Dificilmente algum artista contemporâneo aceitaria falar de si mesmo como um acadêmico, em vista da carga pejorativa que o termo adquiriu, porém é um fato que boa parte da melhor arte produzida nos dias de hoje aparece no âmbito das instituições acadêmicas ou é produzida por artistas que foram preparados nelas, e deve parte de sua consagração a conceitos e práticas que foram estabelecidos séculos atrás.[137]

Mas ainda que sejam muitas as semelhanças entre as práticas antiga e moderna, pode ser problemático determinar até que ponto elas têm o mesmo significado, e ainda há muita resistência na aceitação da ideia de que a arte possa ser testada e avaliada por critérios objetivos. Permanece muito vivo o debate entre teoria e prática nos ambientes acadêmicos atuais, a relativização dos conceitos se tornou amplamente difundida, tornando difícil para os professores determinar qualquer parâmetro consistente de atribuição de significados e de avaliação qualitativa, e não parece haver uma perspectiva de solução das contradições entre teoria e prática para breve, uma vez que o próprio debate é parte dos currículos e é incentivado como uma forma de aquisição de conhecimento e consciência, como, de resto, vem sendo há séculos no ambiente acadêmico.

### Recuperação crítica
Em que pese o descrédito generalizado em que o academismo caiu, vários pesquisadores ao longo do século XX empreenderam o estudo do fenômeno acadêmico. Barlow afirmou que a despeito da ampla divulgação do modernismo no início do século XX, as bases teóricas de sua rejeição ao academicismo foram surpreendentemente pouco aprofundadas pelos seus proponentes, formando-se acima de tudo uma espécie de "mito anti-acadêmico", mais do que uma crítica consistente. Denis & Trodd resumiram a fortuna crítica do academicismo dizendo que as pesquisas sobre a matéria tenderam a se concentrar em três diferentes abordagens: as que procuraram rastrear a geração e transformação das práticas materiais e sistemas conceituais da arte acadêmica; as revisionistas, que buscaram revalorizar o Academicismo como um precursor do modernismo, e as que exploraram os sistemas pictoriais e as tradições e processos da cultura acadêmica no contexto das novas redes e estruturas de representação que emergiram nos séculos XVIII e XIX. De todos os engajados nesse estudo, Nikolaus Pevsner foi talvez o mais importante, descrevendo nos anos 1940 a história das academias em uma escala épica, mas se concentrou nos aspectos institucionais e organizadores, desvinculando-os dos estéticos e geográficos.

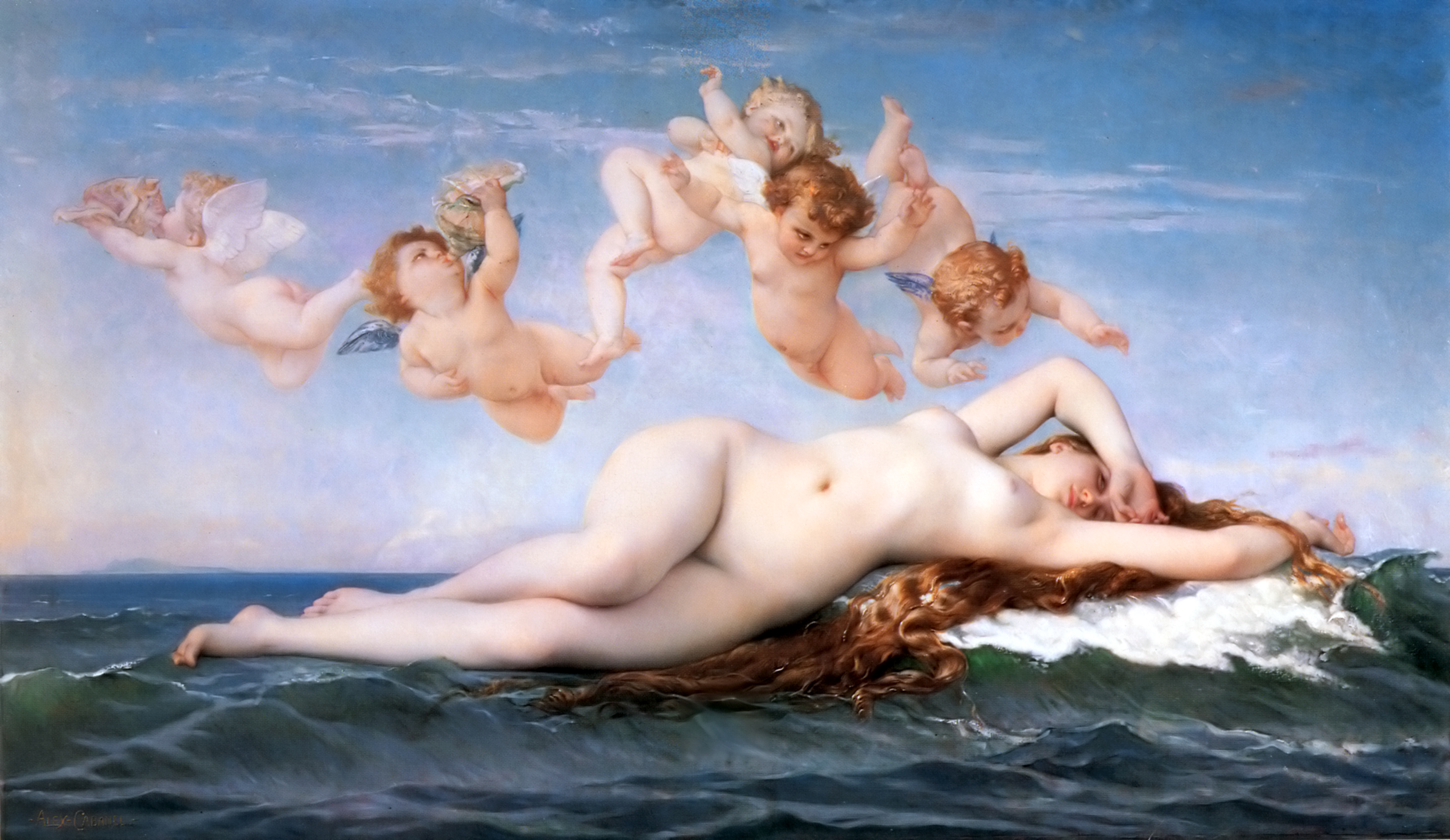
Alexandre Cabanel: O nascimento de Vênus, 1863. Exposta no Museu d'Orsay

Na música a recuperação começou cedo, e no entre-guerras, segundo o que disse Igor Stravinsky, já se ouviam muitas obras que foram chamadas de neoclássicas. Nas artes visuais, foi mais tardia, ocorrendo a partir da década de 1970, quando começou a ser criticada a separação entre intelecto e sensibilidade que foi instaurada como o modernismo e suas correntes abstratas. Conforme analisou Ehrenzweig em 1967, com o passar do tempo o modernismo esgotou a força liberadora que teve em sua origem, e "as sensibilidades abstratas se tornaram ainda mais limitantes do que o realismo acadêmico de antigamente". Nesse rumo, verificou-se um declínio do primado do esteticismo - a arte pela arte - e da criatividade - no sentido modernista - como guias fundamentais na crítica de arte. Vários autores começaram a entender a apreciação de uma obra como um fenômeno muito mais complexo do que uma experiência puramente individual e intuitiva, sendo necessários para sua completa compreensão pelo menos algum preparo elementar em história da arte e da cultura, a fim de que o observador possa contextualizar o objeto e dar-lhe um valor mais independente de visões herdadas apenas do modernismo. Para vários escritores recentes, se tornou claro que nenhuma obra de arte pode falar somente por si mesma, que estudos comparados do Modernismo e do Academicismo só tendem a beneficiar ambas as escolas, que o academicismo também foi capaz de expressar crítica social e construir estruturas visuais complexas, renovadoras e interessantes, e que um entendimento pluralista da arte é bem-vindo.
Entre os agentes institucionais desse resgate se contam o Museu de Arte Dahesh, dos Estados Unidos, especializado em arte acadêmica do século XIX, o Art Renewal Center, também sediado nos Estados Unidos e dedicado a promover o academicismo, ou, como ele é chamado ali, de "realismo clássico", como base para a formação qualificada de futuros mestres, e o Museu d'Orsay em Paris, cuja proposta curatorial é expor lado a lado arte acadêmica e não-acadêmica do fim do século XIX e início do século XX, sob a justificativa de que ambas são documentos igualmente valiosos em termos históricos, refletindo as contradições da época, e de que os limites entre ambas muitas vezes são de difícil determinação. Segundo declarações de seus administradores, com isso não se pretendeu privilegiar a arte acadêmica desta fase, mas sim oferecer um painel completo dos movimentos artísticos de então, documentando a democratização no gosto que ocorreu naquele período. O próprio Greenberg reviu sua opinião em livro editado postumamente, em 1999, dizendo que a arte acadêmica não é necessariamente ruim pelo simples fato de ser acadêmica, mas redefiniu então o termo como descrevendo aquela arte que não excita a curiosidade, não oferece surpresas nem impõe desafios para o público, e continuou dizendo que nesse sentido "arte acadêmica" independe de período, origem e contexto, citando como exemplos de academicismo o surrealismo, a pop art e o realismo mágico.
Parte dos novos historiadores tem procurado reavaliar o academicismo na perspectiva do liberalismo pluralista, que relativiza a primazia da crítica negativa de herança modernista e estabelece uma visão mais abrangente do desenvolvimento da cultura moderna. Com isso a obra de mestres como Cabanel, Bouguereau e outros, de vasta fama em vida, tem sido reapreciada como símbolos de estabilidade de uma ordem coletiva e como uma defesa contra a corrosiva autocrítica das vanguardas modernistas. Por outro lado, esses escritores com frequência derivam para uma legitimação questionável do sistema acadêmico em bloco, ou usam seus argumentos para atacar o antiesteticismo da cultura contemporânea. Outra parte deles procura rever o academicismo do século XIX como um elo de ligação entre a tradição clássica e o modernismo, encontrando nele aspectos de ambas as correntes. Outro problema que se encontra na bibliografia recente é uma tendência de continuar analisando todo o fenômeno acadêmico a partir da óptica parisiense, ignorando ou minimizando a importância de versões de outras geografias e outros contextos, gerando novos equívocos interpretativos além dos que já vêm sendo patenteados pela historiografia. Mas o produto do esforço de alguns pesquisadores que vêm centrando sua atenção em regionalismos específicos está a demonstrar que no século XIX pode ter ocorrido tudo, menos uma uniformidade de práticas e conceitos nas várias academias nacionais espalhadas pelo ocidente, e se Paris continuava sendo uma referência, a interpretação de seus preceitos e a forma e intensidade de sua aplicação variou imenso em cada local, a ponto de formarem histórias altamente individualizadas. Finalmente, deixando à parte o valor intrínseco que o academicismo possa ou não possuir, ou sua eventual relevância para os tempos atuais, continua muito comum a condenável postura entre parte da crítica de julgá-lo a partir de pressupostos aplicáveis somente à arte moderna/contemporânea, negligenciando a apreciação de seus valores essenciais contra o pano de fundo da cultura de sua própria época. De qualquer forma, o segmento específico do academicismo do século XIX e início do século XX vem se beneficiando da quantidade de novos estudos produzidos recentemente, vem reconquistando prestígio e perdendo aos poucos a sua conotação negativa, embora a polêmica em seu redor continue acesa.